# Алматинская трагедия
Алматинская трагедия (каз. Алматы трагедиясы) — события, произошедшие в городе Алматы с 4 по 7 января 2022 года, которые являются составляющей частью протестов в Казахстане 2022 года. Характеризуются большими человеческими жертвами как среди гражданских лиц, так и сотрудников силовых структур.
По мнению западных СМИ, город Алматы стал эпицентром массовых беспорядков прокатившихся по всей республике.
По состоянию на 16 января, общее количество погибших граждан в Алматы оценивалось в 160 человек, из которых 11 являлись сотрудниками силовых ведомств.
Название событиям — «Алматинская трагедия» — было дано 10 января 2022 года президентом Республики Казахстан, Касым-Жомартом Токаевым. В последующем данное определение было принято как государственными так и независимыми СМИ, а также политологами Казахстана. Данное название событий также используется в российских и западных источниках.
Касательно причин и хода событий имеются разные точки зрения как в самом Казахстане, так и за его пределами. Есть расхождения о деталях событий как в показаниях очевидцев, так и в заявлении официальных властей. Среди казахстанских экспертов высказываются мнения как не расходящиеся с официальными заявлениями властей, так и ставящие их под сомнение.
Среди экспертов, опрошенных Deutsche Welle, многие подвергают сомнению заявление официальных властей как о вмешательстве внешних сил, так и о попытке государственного переворота.
Некоторые источники, к числу которых относится Радио «Свобода», основываясь на свидетельствах очевидцев, заявляют о большом количестве жертв среди мирных демонстрантов, которые не оказывали никакого сопротивления властям и не проявляли агрессии в отношении силовиков. Радио «Свобода» утверждает что большие жертвы в Алматы - последствия расправы силовиков над мирными протестующими.

## Предыстория
Трагическим событиям в Алматы предшествовали митинги, произошедшие в Мангистауской области, где утром 2 января жители города Жанаозен вышли на улицы с требованием снижения цен на сжиженный автомобильный газ, который с наступлением года подорожал в 2 раза (с 60 до 120 тенге за 1 литр).
В дальнейшем стихийная организация митингов перекинулась на областной центр Актау. К вечеру следующих суток 3 января митинги захлестнули областные центры всей западной части страны — Мангистауской, Атырауской, Западно-Казахстанской и Актюбинской областей. К обеду 4 января протестующими было заблокировано железнодорожное сообщение между областями в западной и центральной частях страны.
С расширением географии протестов по республике требования, высказываемые протестующими на митингах, расширились вплоть до отставки действующего правительства страны, отставки президента Токаева и полного ухода из политики Нурсултана Назарбаева.

## События в Алматы

### 4 января

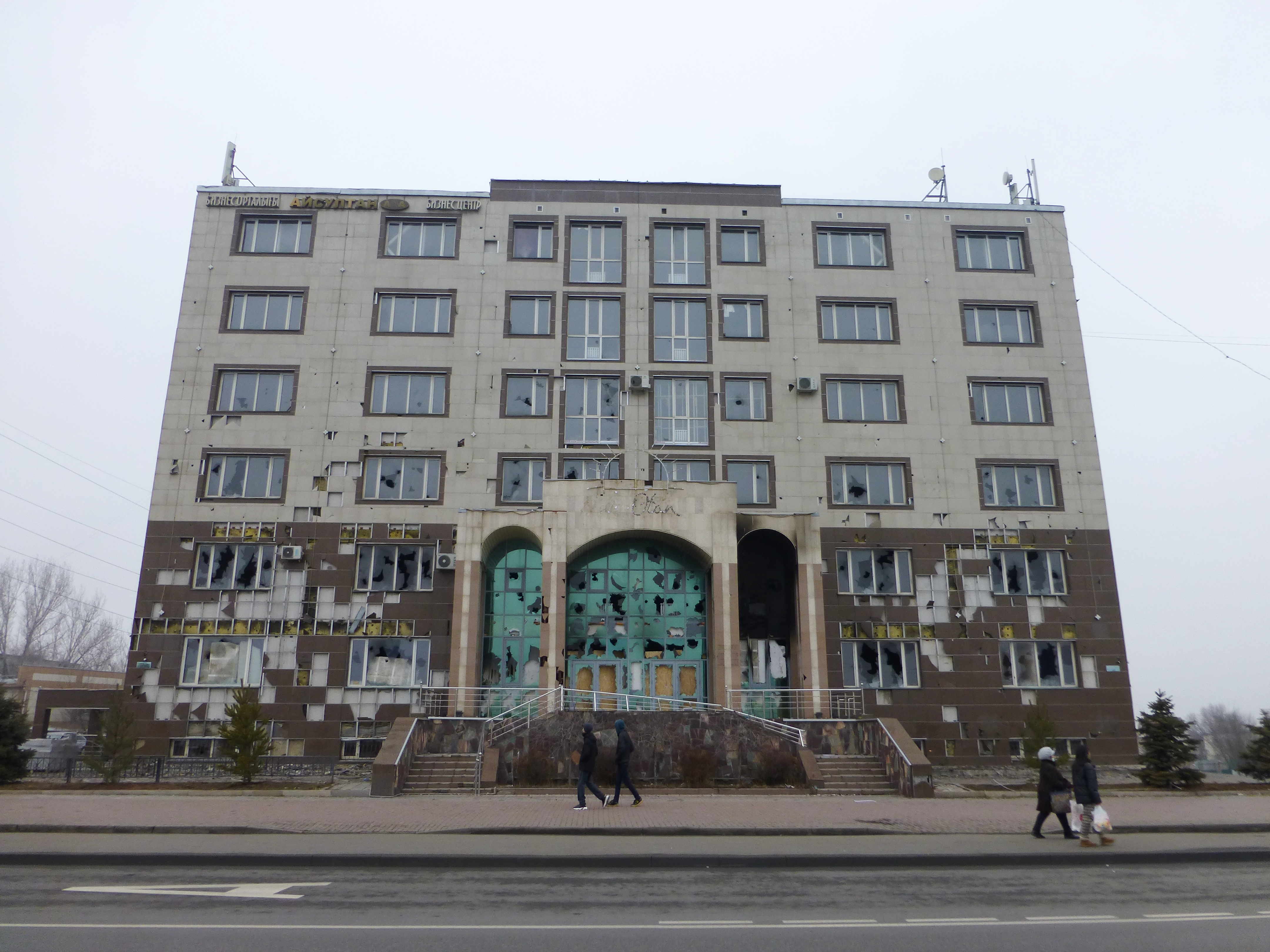
Здание алматинского филиала правящей партии Нур Отан, разгромленный протестующими 5 января

Утром 4 января в Алматы начался стихийный митинг, местом проведения которого была выбрана Площадь Республики перед городским акиматом. С разных концов города к площади стекались несколько тысяч митингующих. К вечеру протестующие начали проявлять агрессию и активно нападать на силовиков в оцеплении здания городского акимата. С помощью складных мобильных металлических барьеров протестующими была перегорожена проезжая часть площади и полностью перекрыто движение по ней. Полицейские были вынуждены применить светошумовые гранаты и гранаты со слезоточивым газом. В ходе возникшей потасовки вечером 4 января, большой группе протестующих удалось оттеснить силовиков и войти в здание акимата. Однако ближе к полуночи, к началу 5 января, силовикам удалось вытеснить всех протестующих как из здания акимата, так и с прилегающей к ней площади.
При оттеснении и рассеивании групп протестующих из центра города, силовики следовали за ними продолжительное время, чем предотвратили в ночь с 4 на 5 января возникновения мародёрств и погромов.
Вечером 4 января, приблизительно в 20:00, на северо-западной окраине города в районе спортивного комплекса Алматы Арена и театра «Алатау», расположенных по улице Бауыржана Момышулы, севернее проспекта Рыскулова, начался стихийный митинг протестующих. Согласно оценке корреспондента Sputnik их количество превышало 2000 человек. По утверждённым правилам для охраны правопорядка при проведении митингов, городскими властями было выставлено оцепление из силовиков в количестве 500 бойцов Национальной гвардии и некоторого количества полицейских. По неизвестным причинам протестующие начали нападать на силовиков и, пользуясь численным превосходством, вынудили их к отступлению, при этом большое число силовиков было жестоко избито. Из числа бойцов Национальной гвардии ранения различной степени получили 130 человек.
В ночь с 4 на 5 января, президент Токаев объявил о введении в Алма-Ате чрезвычайного положения на период с 1:30 5 января до 00:00 19 января 2022 года, а также - о введении комендантского часа с 23:00 до 7:00.

### 5 января
Утром 5 января, приблизительно в 8:00 большая масса протестующих выдвинулась по улице Бауыржана Момышулы в южном направлении, следуя в центр города. Одна часть выдвигавшихся протестующих, добравшись до пересечения с улицей Толе би и войдя в столкновения с заслоном из силовиков, рассеяла его и, повернув в восточном направлении, начала продвижение по улице Толе Би в восточном направлении. Другая часть протестующих наступала в восточном направлении по проспекту Райымбека. По пути следования толпа переворачивала, разбивала и поджигала автомобильный транспорт силовиков. Нападению и поджогу подвергся офис правящей партии Нур Отан, находящийся по адресу Толе би, дом 277. При продвижении протестующих в сторону площади перед городским акиматом, все заслоны малочисленных силовиков, вооружённых нелетальным оружием, были рассеяны, а сами силовики подвергнуты издевательствам и жестоким побоям.

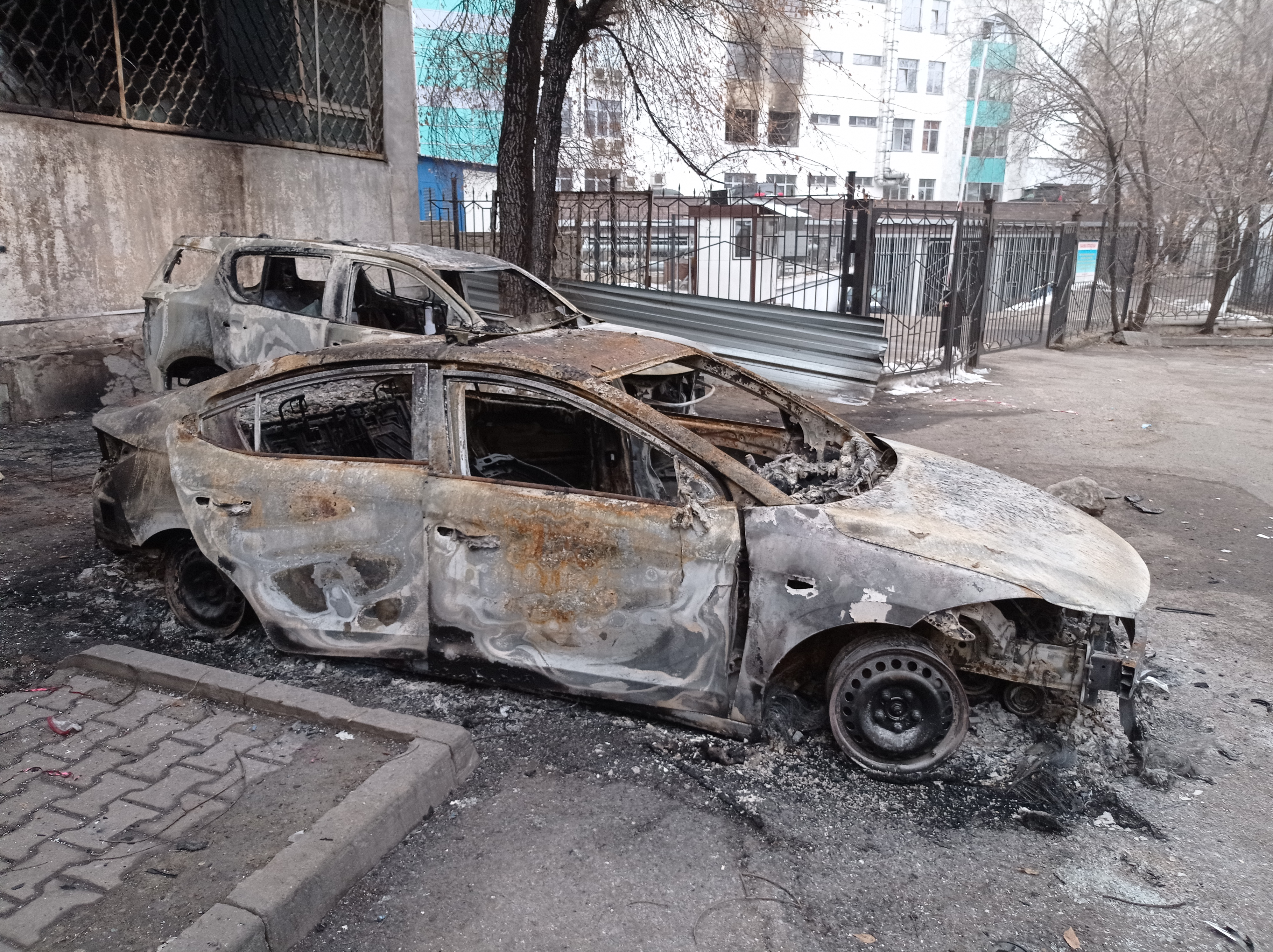
Сожжёная протестующими полицейская машина Hyundai Elantra
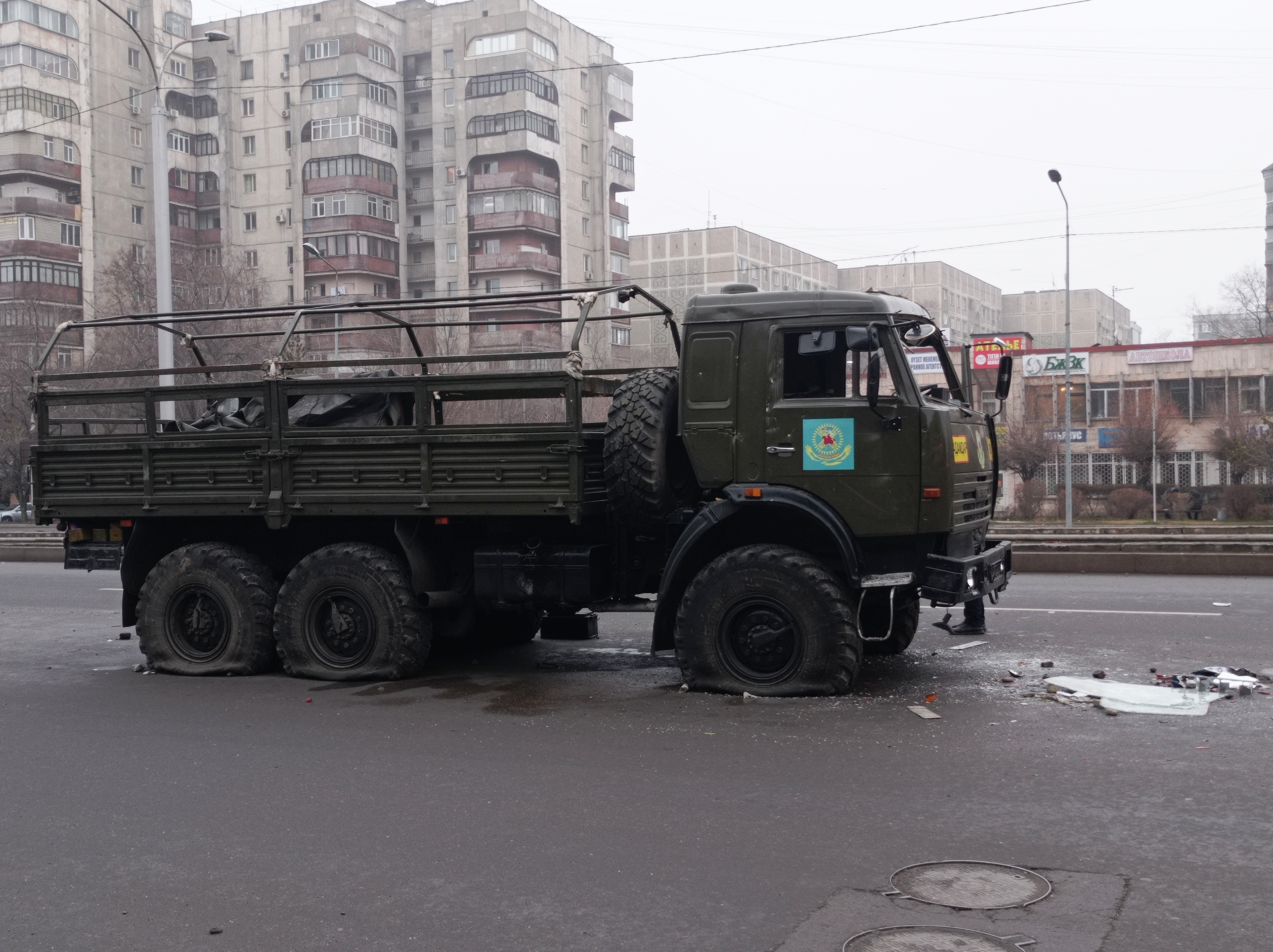
Автомобиль КАМАЗ Национальной гвардии МВД РК, повреждённый протестующими
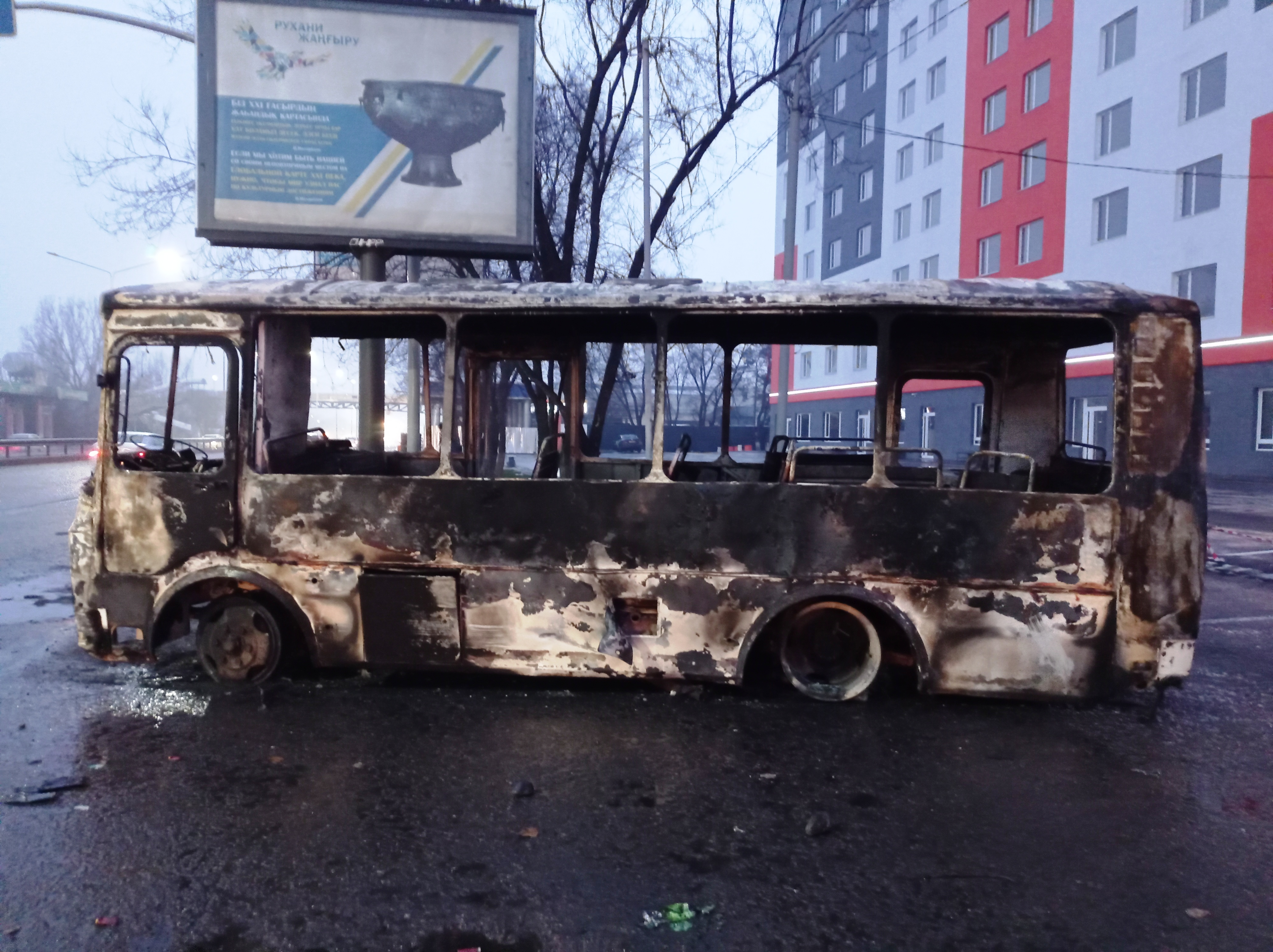
Служебный полицейский автобус ПАЗ-3205, сожжённый протестующими
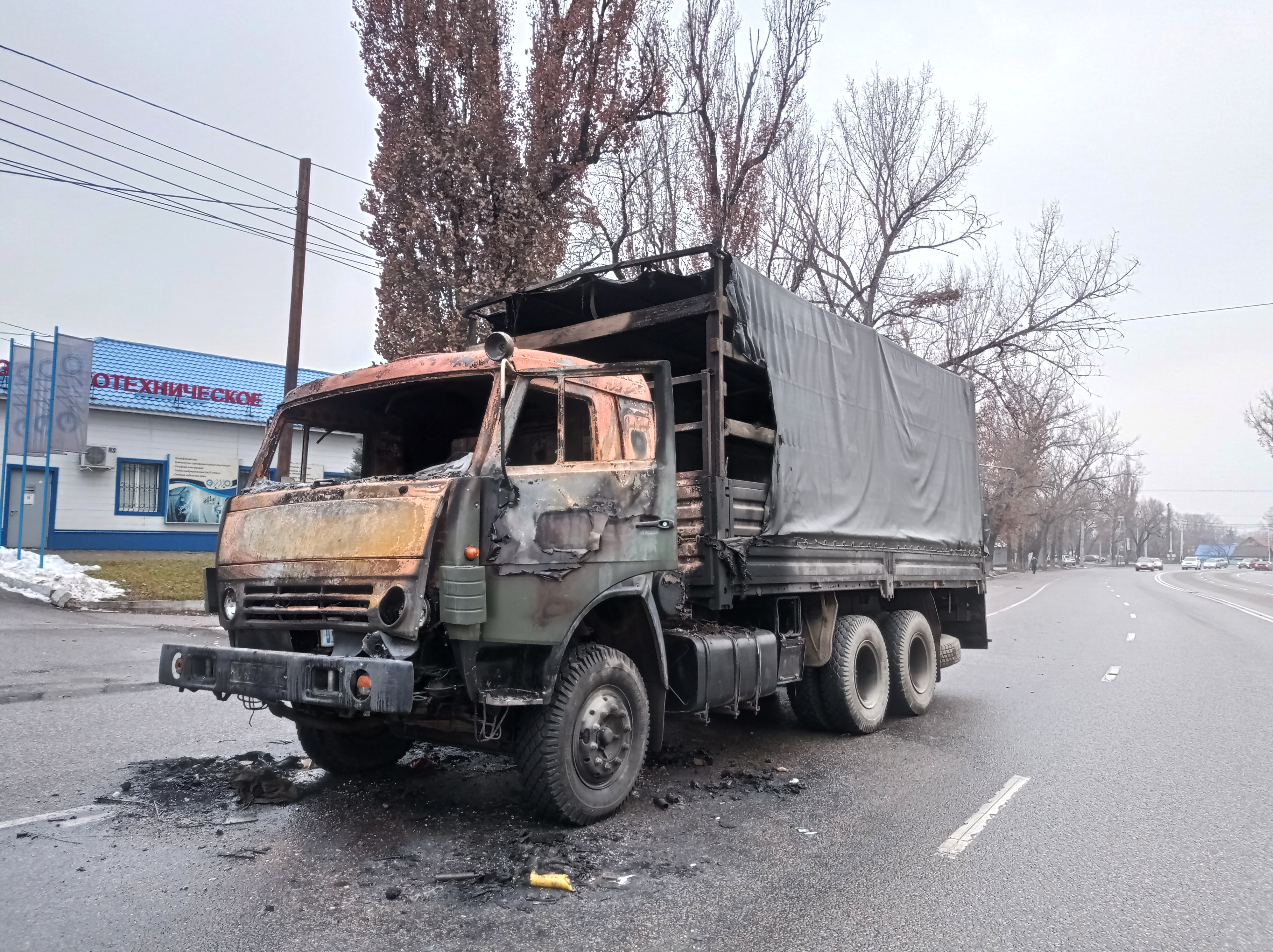
Автомобиль КАМАЗ Пограничной службы КНБ РК, сожжённый протестующими
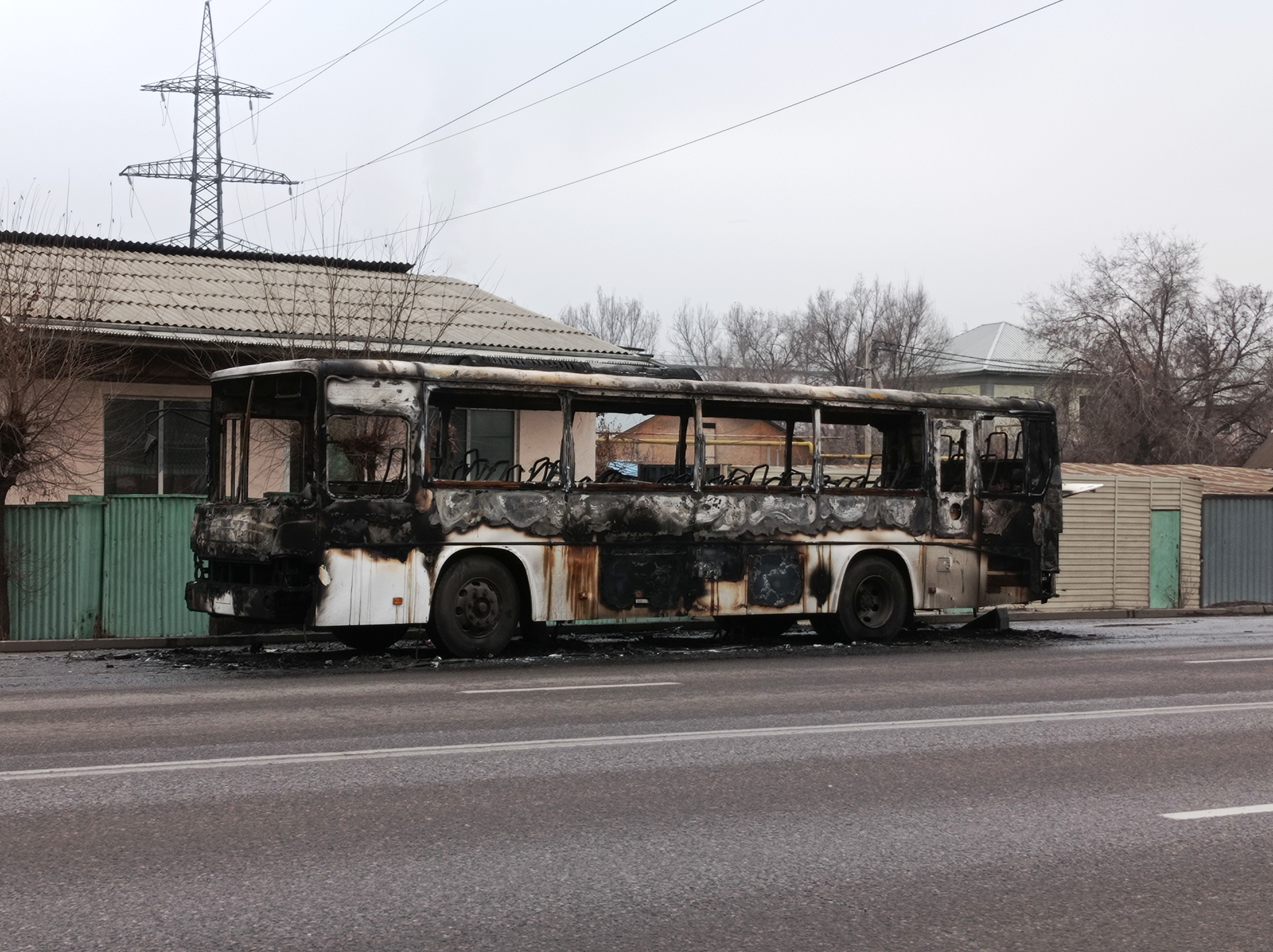
Сожжённый протестующими автобус DAEWOO Национальной гвардии МВД РК
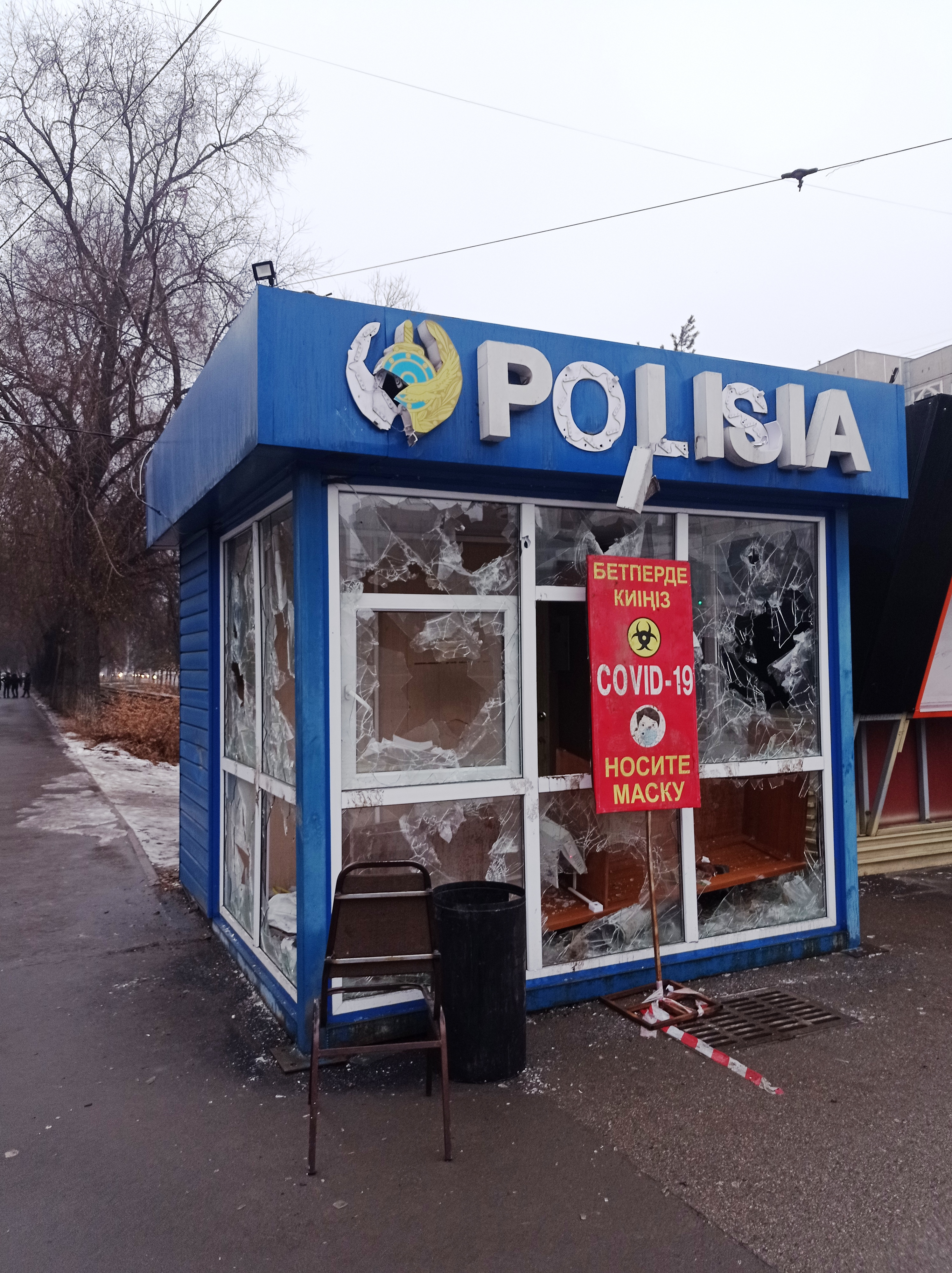
Разбитый протестующими модульный пункт полиции

Одновременно большая группа протестующих вошла в Алма-Ату в западном направлении в районе Восточной объездной автомобильной дороги. Общая численность протестующих, которые вошли в город с разных окраин утром 5 января, оценивается экспертами в 20 000 человек.
Ближе к обеду 5 января, в разных частях города начались организованные захваты оружейных магазинов. Всего было захвачено 8 магазинов из которых было похищено более 1000 единиц спортивного и охотничьего оружия, как гладкоствольного так и нарезного. При этом нападавшие в некоторых случаях - для проникновения в защищённые хранилища магазинов - использовали бетонобойные инструменты и лазерные резаки для резки специальной арматуры.
По сведениям официальных властей всего было похищено 1347 единиц оружия, из которых:
- 501 единица нарезного оружия;
- 807 единиц гладкоствольного;
- 39 единиц газотравматического.

Кроме этого в руках у протестующих оказались не только спецсредства силовиков (каски, щиты, светошумовые гранаты), но и табельное боевое оружие (пистолеты и автоматы), которые были отобраны у силовиков, не решившихся открывать огонь на поражение.
К обеду 5 января к Площади Независимости с разных сторон подошли по разным оценкам от 3 тысяч и более протестующих. К протестующим подвозили огнестрельное оружие захваченное в оружейных магазинах и обрезки металлических труб в качестве холодного оружия. При этом для удобства удержания трубы в руках в условиях низкой температуры воздуха на улице, также раздавались строительные перчатки.
По оценке корреспондента КазТАГ, возле городского акимата к 14:00 было сконцентрировано около 10 000 человек.
Приблизительно в 14:00 вооружёнными боевиками был начат захват здания городского акимата и прилегающего к нему здания бывшей резиденции президента, находящегося южнее по проспекту Назарбаева. К 14:30 штурмующие вошли в здание акимата.
В охране здания городского акимата участвовала сводная группа силовиков в число которых входили:
- сотрудники полиции патрульно-постовой службы;
- военнослужащие Национальной гвардии;
- курсанты Пограничной академии КНБ РК под руководством начальника кафедры полковника Андрея Кабдинова;
- военнослужащие 35-й отдельной гвардейской десантно-штурмовой бригады в количестве 200 человек под руководством заместителя командира бригады по боевой подготовке подполковника Сандибека Хаирова[46].

Силовики не имели при себе штатного огнестрельного оружия, поскольку городскими властями предполагалось проведение мирного митинга. Малая часть силовиков, имевшая при себе огнестрельное оружие, получила приказ не открывать огонь. В итоге захвата часть силовиков была вынуждена покинуть здание городского акимата и резиденции президента, а другая часть укрылась в подвальных помещениях, откуда их после вывели в безопасное место неравнодушные горожане.
После захвата оба здания были подожжены. Также протестующими было подожжено здание городской прокуратуры, находящееся по соседству южнее акимата .
При захвате здания акимата были убиты и обезглавлены два силовика. Их имена властями не оглашались. По утверждению первого заместителя руководителя Администрации Президента Даурена Абаева, одним из них был курсант военного училища. 5 января 2023 года генеральный прокурор РК Берик Асылов заявил, что информация об обезглавленных силовиках не соответствует действительности.
Достоверно известно, что при захвате здания акимата погибли два старших офицера:
- начальник кафедры Пограничной академии полковник Кабдинов - получил травму головы и отравился продуктами горения[44]
- заместитель командира 35-й десантно-штурмовой бригады подполковник Хаиров - причина смерти неизвестна, сгоревшее тело было обнаружено спустя несколько суток[52].

После захвата городского акимата и резиденции президента, протестутющие перешли к захвату студий нескольких телекомпаний, которые находились в одном здании напротив акимата (Площадь Республики, дом 13). В этом здании располагались такие телекомпании как: Мир 24, Хабар, КТК, Первый канал «Евразия». Также была захвачена студия телекомпании Qazaqstan, находящаяся недалеко от акимата по адресу Желтоксан, дом 175. Захватившие телестудии неоднократно требовали от сотрудников телеканалов прямого выхода в эфир. После объяснений сотрудников о том, что выход в прямой эфир невозможен без контроля над телебашней «Коктобе», вооружённые протестующие предприняли захват телевышки для выхода оттуда в прямой эфир, который закончился для них неудачей.

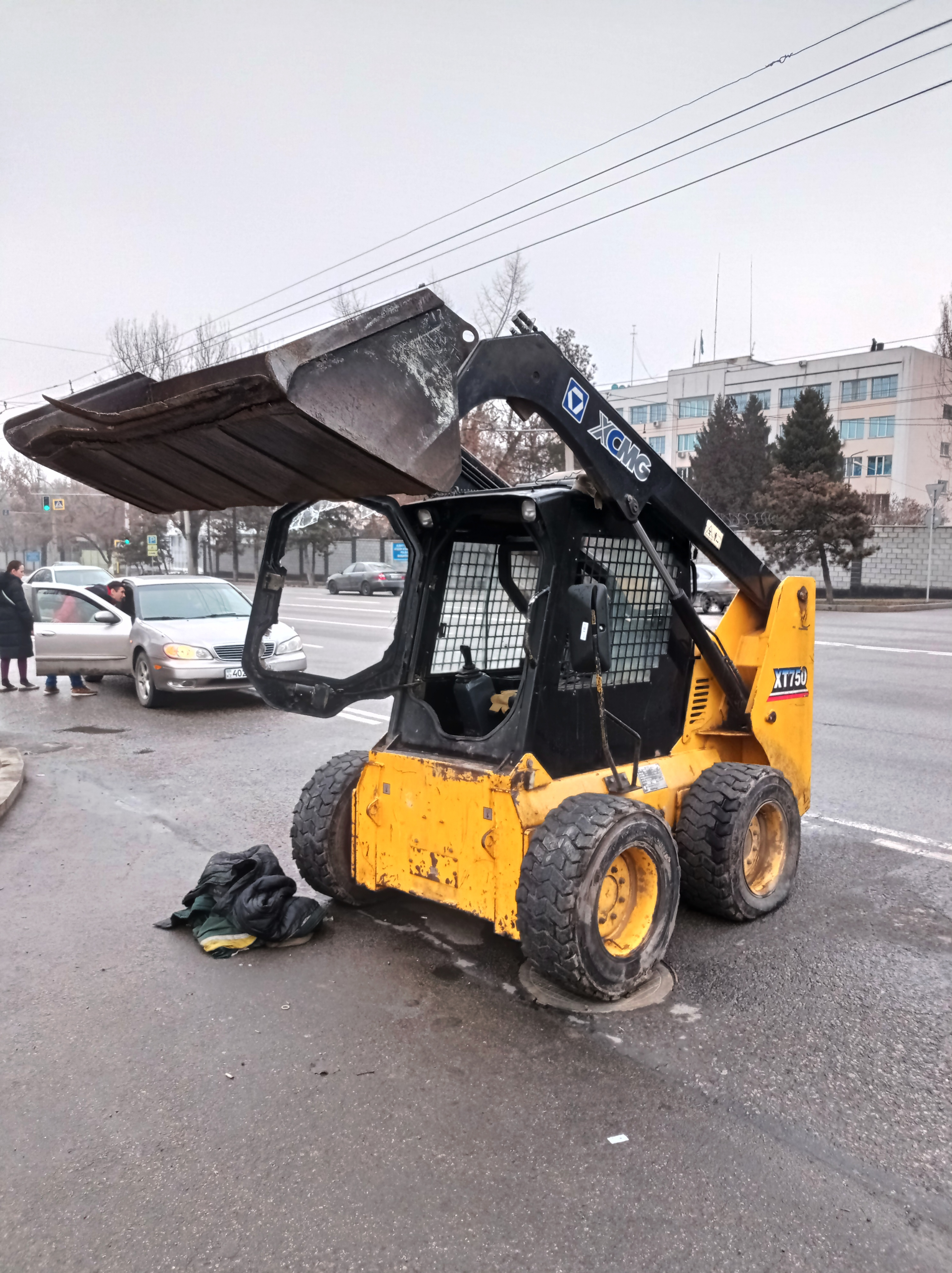
Фронтальный погрузчик использованный протестующими в попытке захвата Ауэзовского РОВД (здание на заднем плане)

Вечером 5 января в 19:45 к международному аэропорту Алматы прибыла большая группа агрессивно настроенных молодых людей, вооружённых палками, битами и арматурой. Управление полётами передало указание бортам, находящимся в воздухе следовать на запасные аэродромы, а самолёты, готовившиеся к взлёту, были отогнаны на дальнюю стоянку. Персоналу аэропорта удалось быстро эвакуировать  всех находящихся людей в здании аэропорта автотранспортом в грузовые терминалы, после чего аэропорт был захвачен прибывшими вооружёнными людьми. По утверждению экс-советника президента Казахстана Ермухамета Ертысбаева, за 40 минут до подхода вооружённой толпы силовики, стоявшие на охране аэропорта, получили приказ покинуть охраняемый объект, благодаря чему стал возможен захват аэропорта.
В течение суток, с вечера 5 января и до вечера 6 января, с целью захвата стрелкового оружия, вооружёнными протестующими были предприняты попытки штурма следующих государственных и военных объектов города Алматы (в скобках указан адрес):
- объекты КНБ РК:

- Городской Департамент КНБ РК (улица Байзакова, дом 275а) — здание было захвачено приблизительно в 19:00 вечера 6 января, без сопротивления со стороны силовиков;
- Пограничная академия КНБ РК (проспект Достык, дом 103) — нападение отражено. В ходе отражения погибли офицер-преподаватель и три курсанта;
- Департамент пограничной службы КНБ РК (Желтоксан, дом 48) — нападение отражено.

- объекты МВД РК[60] (все нападения отражены):

- Городское УВД (Масанчи. дом 57а) — нападение отражено. После штурма возле комплекса зданий ГУВД было найдено 25 убитых протестующих;
- Ауэзовский РОВД (Отеген Батыра, дом 78) — в ходе перестрелки силовиков с нападавшими, шальной пулей убит 12-летний подросток;
- Алмалинский РОВД (Карасай Батыра, дом 109) — в ходе отражения нападения погибли двое полицейских;
- Бостандыкский РОВД (Радостовца, дом 205);
- Жетысуйский РОВД (Раимбека, дом 158а);
- Медеуский РОВД (Кабанбай батыра, дом 93).

- Телебашня «Коктобе» — в ходе отражения нападения погиб один полицейский[61].

С вечера 5 и до утра 6 января, силовики полностью потеряли контроль над Алма-Атой. Полицейские и военные были вынуждены  отказаться от патрулирования города и перейти к обороне собственных объектов, которые осаждали боевики. В результате полного коллапса системы охраны правопорядка двухмиллионного города на улицы Алма-Аты вышли тысячи мародёров, которые под покровом темноты начали грабить магазины, торговые центры, банковские отделения, взламывали платёжные терминалы и банкоматы.
Незадолго до полуночи и наступления 6 января президент Токаев провёл экстренное заседание Совета безопасности, на котором сообщил о начале контртеррористической операции в стране и о происходящем на окраине Алма-Аты бое воздушно-десантных подразделений с бандформированиями.

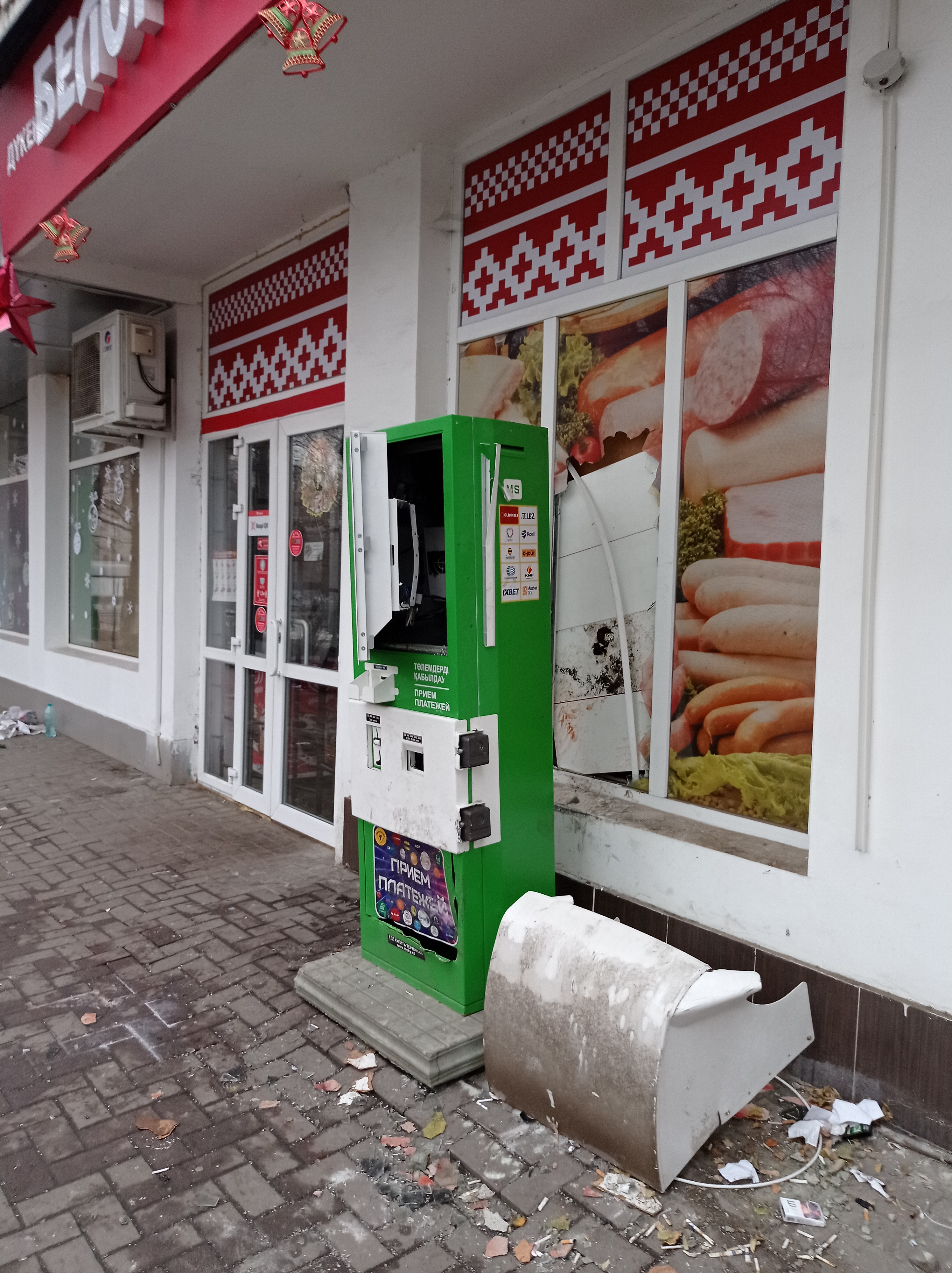
Взломанный мародёрами платёжный терминал
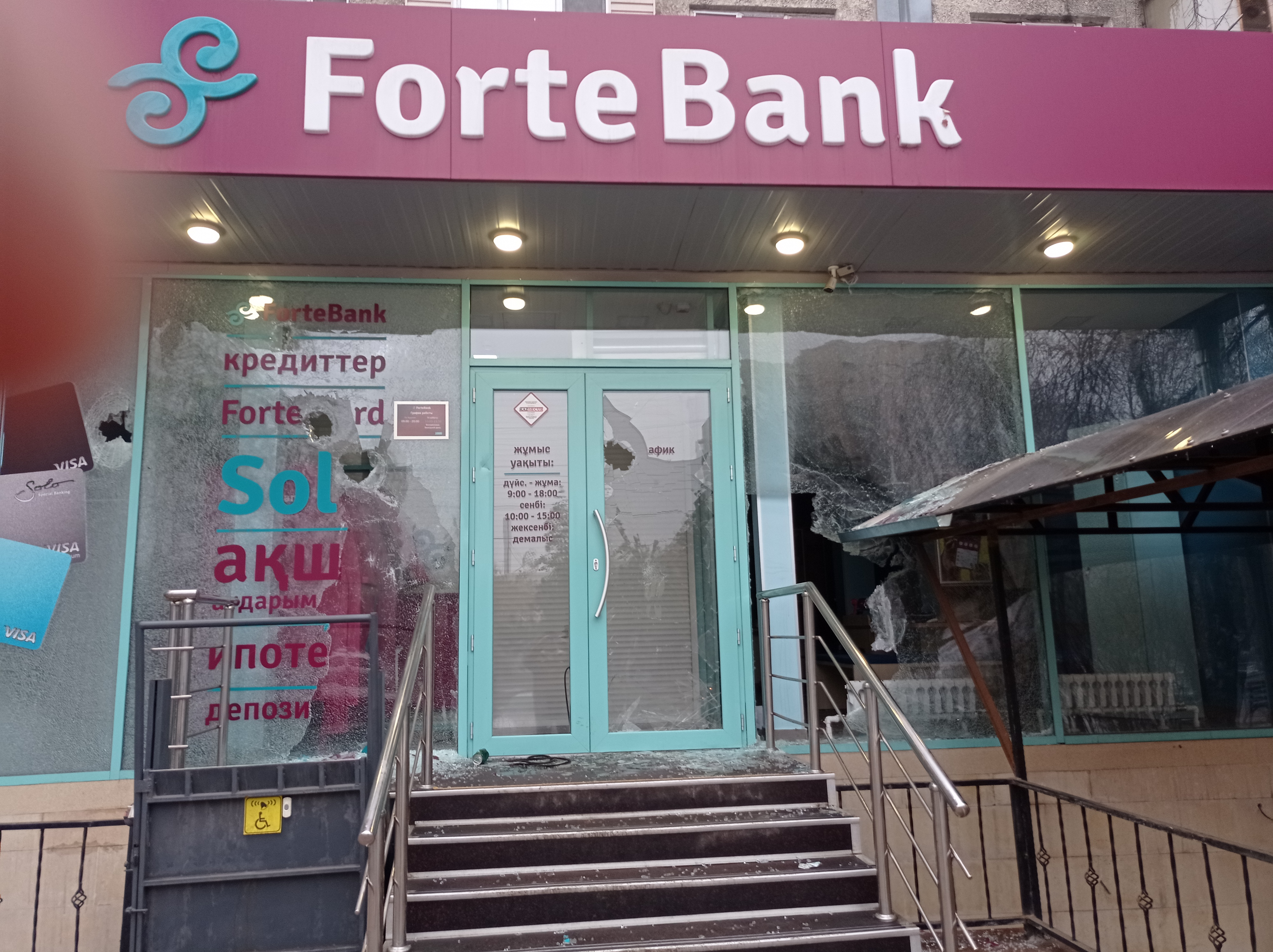
Разгромленное мародёрами расчётно-кассовое отделение банка
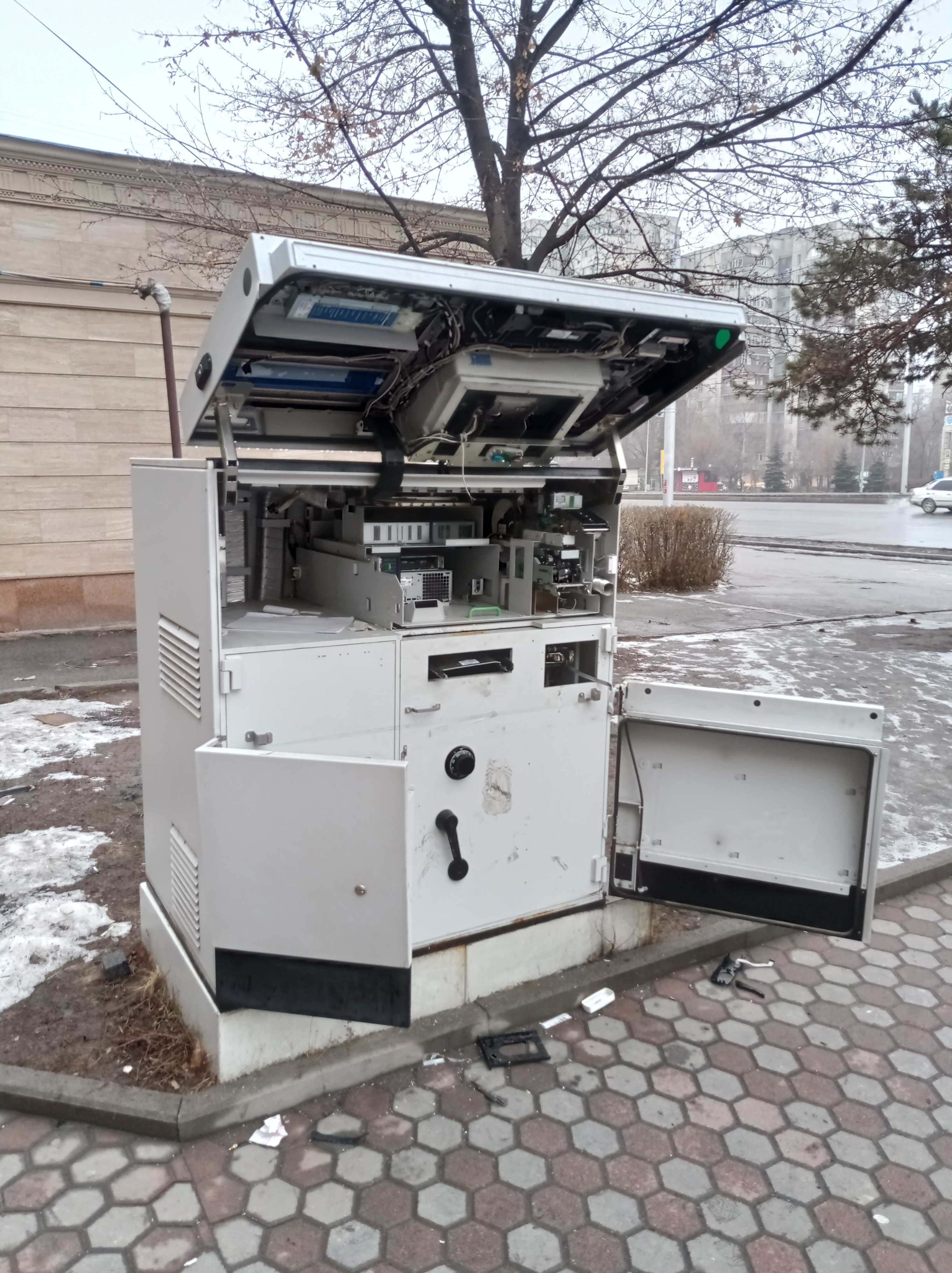
Взломанный мародёрами банкомат
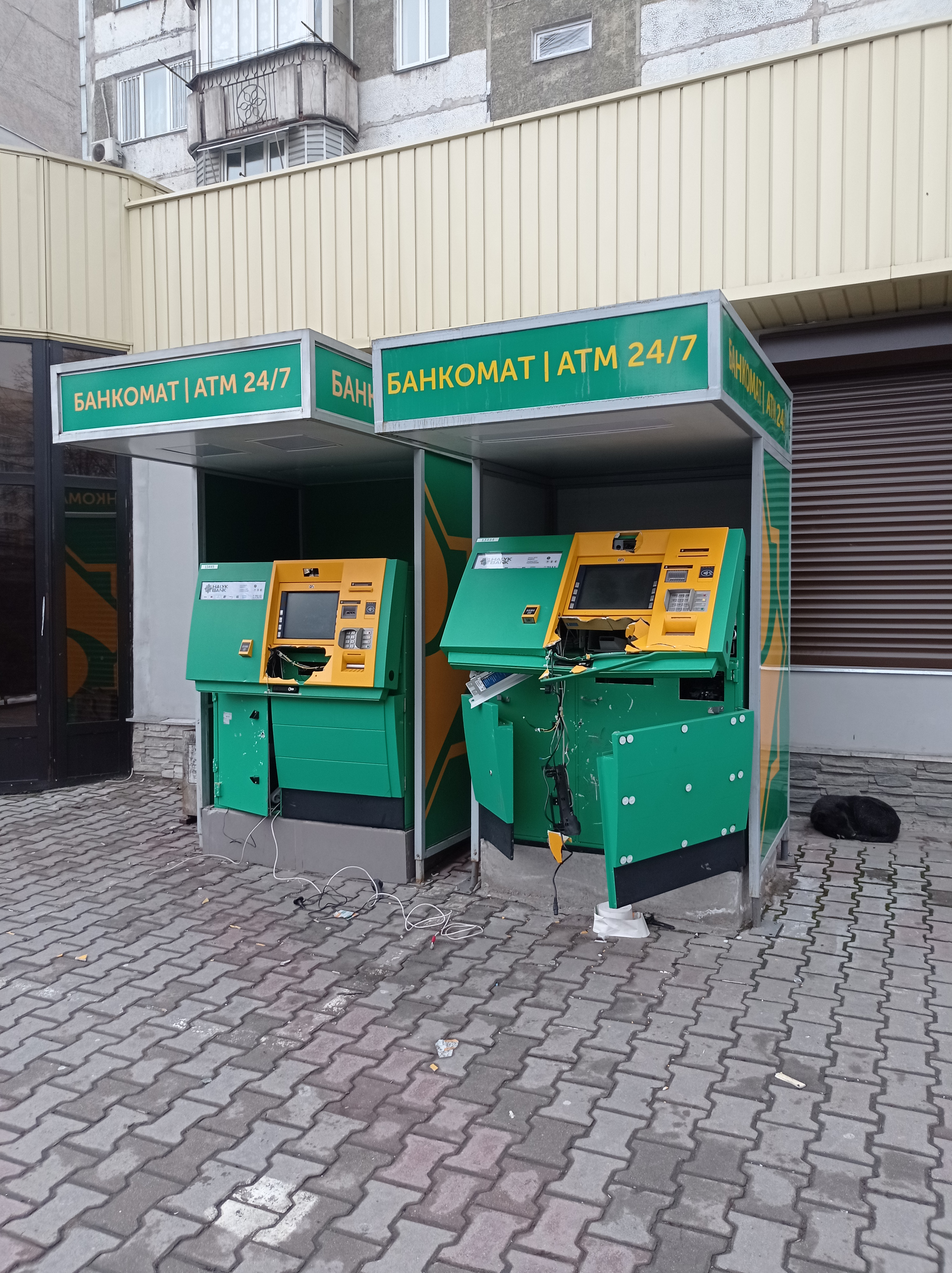
Взломанные банкоматы
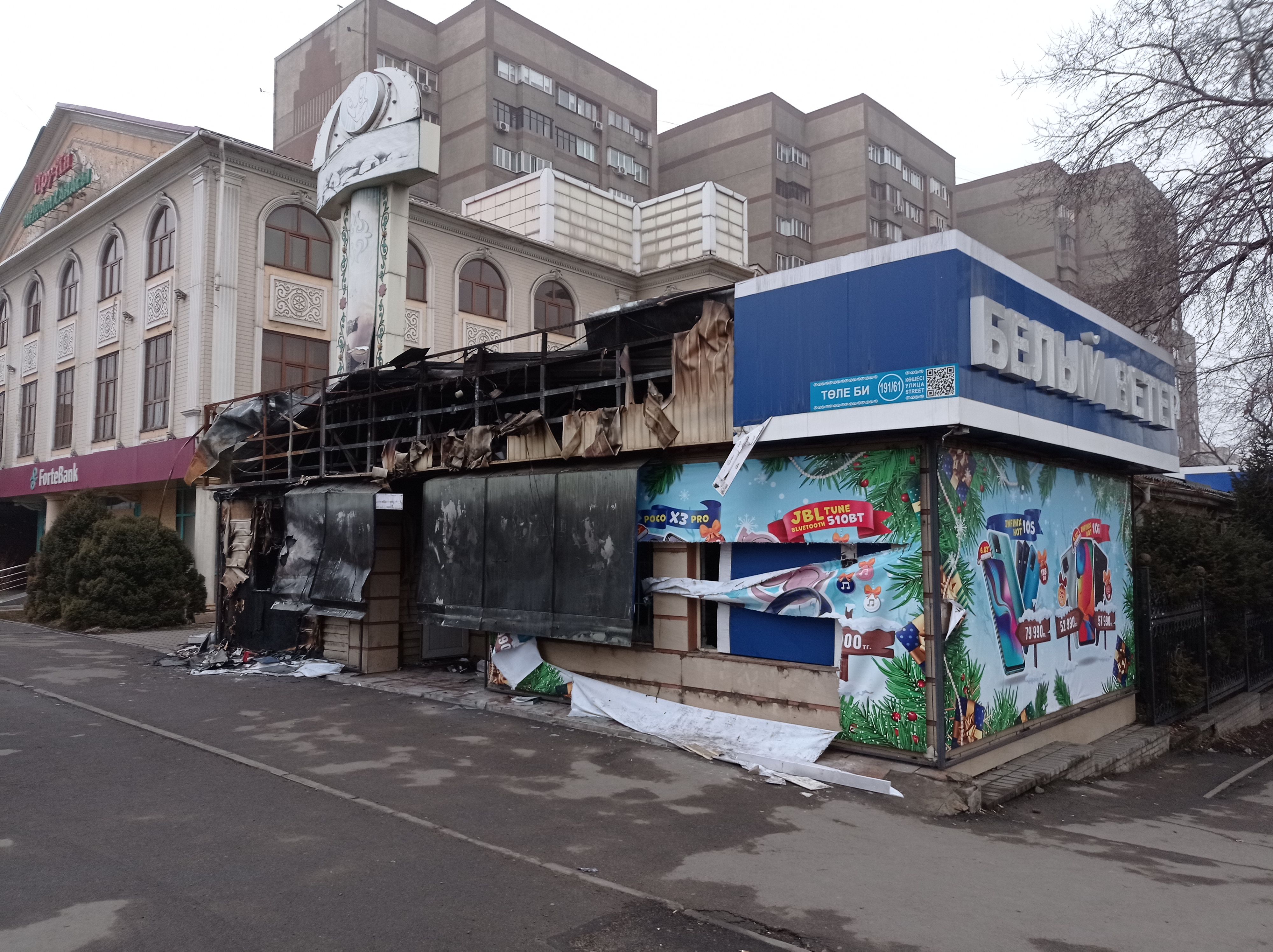
Разграбленный и сожжённый мародёрами магазин электроники и компьютерной техники

### 6 января
К 1:00 ночи 6 января в СМИ поступило заявление заместителя акима (вице-мэр) Алматы Ержана Бабакумарова о начале антитеррористической операции в городе. Одновременно поступило сообщение об освобождении международного аэропорта Алматы. Некоторыми новостными агентствами сообщалось, что при этом погибли двое военнослужащих Вооружённых сил Казахстана, однако официально объявленными погибшими Министерством обороны они не были.
Ранним утром 6 января в Алматы начали вводиться армейские подразделения и подразделения Национальной гвардии. В первую очередь были усилены отделы внутренних дел, возле которых были выставлены блок-посты с бронетехникой. К этому моменту оборонявшиеся сотрудники Городского управления внутренних дел вместе с курсантами Алматинской академии МВД отразили 27 попыток штурма и испытывали острый недостаток в боеприпасах. К 4 часам утра 6 января к ГУВД смог пробиться бронетранспортёр с боеприпасами, и вскоре попытки захвата прекратились.
Переброске значительного числа казахстанских силовиков из других регионов страны в Алматы способствовало прибытие первых подразделений ОДКБ в аэропорты Алматы и Нур-Султана вечером 6 января. Прибывшие миротворцы, заменив казахстанских силовиков на охране важных государственных и военных объектов, позволили высвободить их для проведения контртеррористической операции в Алма-Ате.
О событиях на Площади Республики, которые произошли 6 января и в ходе которых погибло большое количество граждан, имеются сведения с расхождениями в деталях.
Согласно свидетельству корреспондента Sputnik Александра Мироглова и протестующих, попытка освободить площадь силовиками была произведена два раза в течение дня. Первый раз в 8:30 к Площади Республики, по проспекту Назарбаева с северной стороны, прибыла колонна грузовиков и бронетехники. При приближении к площади колонна была обстреляна из автоматического оружия. После обстрела военные спешились и приступили к зачистке площади. При этом силовиками было использовано боевое оружие. Согласно показаниям протестующих, в ходе непродолжительного огня были ранены несколько человек. При этом протестующие не покинули площадь. Спустя некоторое время, военные державшие под контролем площадь, были переброшены в другой район города.
По утверждению репортёра казахстанского новостного агентства, по состоянию на 13:40, на площади не было ни военных, ни протестующих.
Однако протестующие воспользовавшись отсутствием военных, снова заняли Площадь Республики после 16:00. При этом протестующие держали растяжку с текстом «Қарапайым халықпыз. Біз террорист емеспіз» (в переводе с казахского — «Мы простой народ. Мы — не террористы»), адресуя их к заявлению Токаева о нападении террористов на Алма-Ату.
В 18:30 силовики предприняли вторую за день зачистку Площади Независимости, наступая по улице Сатпаева от проспекта Назарбаева в западном направлении. При этом, по утверждению очевидцев, силовиками активно применялось огнестрельное оружие на поражение, что привело к большим человеческим жертвам. Также очевидцы указывают на то что среди самих протестующих, были лица вооружённые огнестрельным оружием. По оценке самих протестующих на площади находилось около одной тысячи человек.
К 19:00 силовиками от протестующих были полностью освобождены городской акимат, резиденция президента и Площадь Республики. Все ключевые объекты города вернулись под полный контроль силовиков.

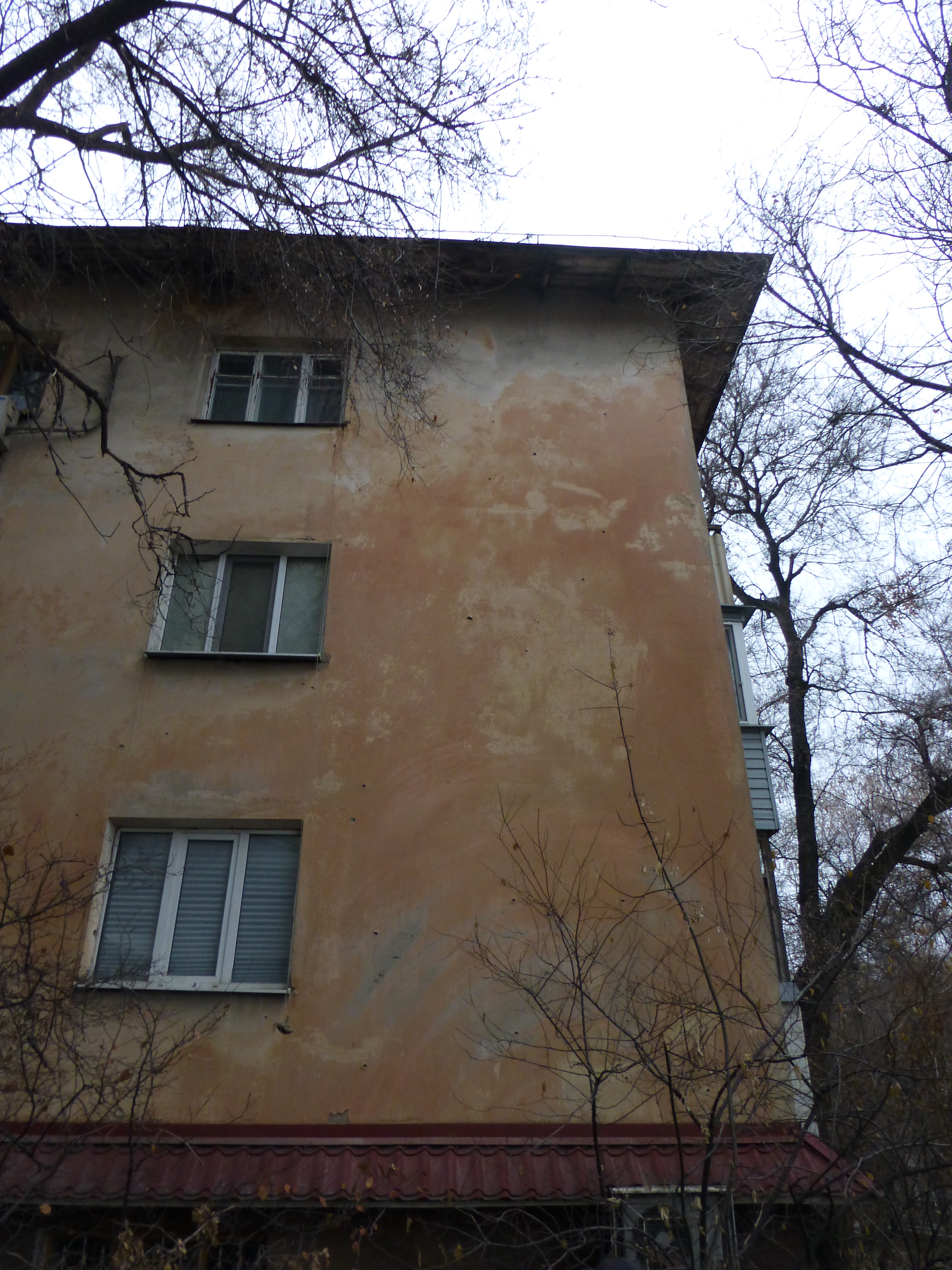
Южный торец дома по адресу улица Байсеитовой 47, находящийся в 130 метрах севернее Площади Республики в Алма-Ате. При увеличении снимка на стене видны следы от пуль, оставшиеся после силовой зачистки площади вечером 6 января 2022 года.
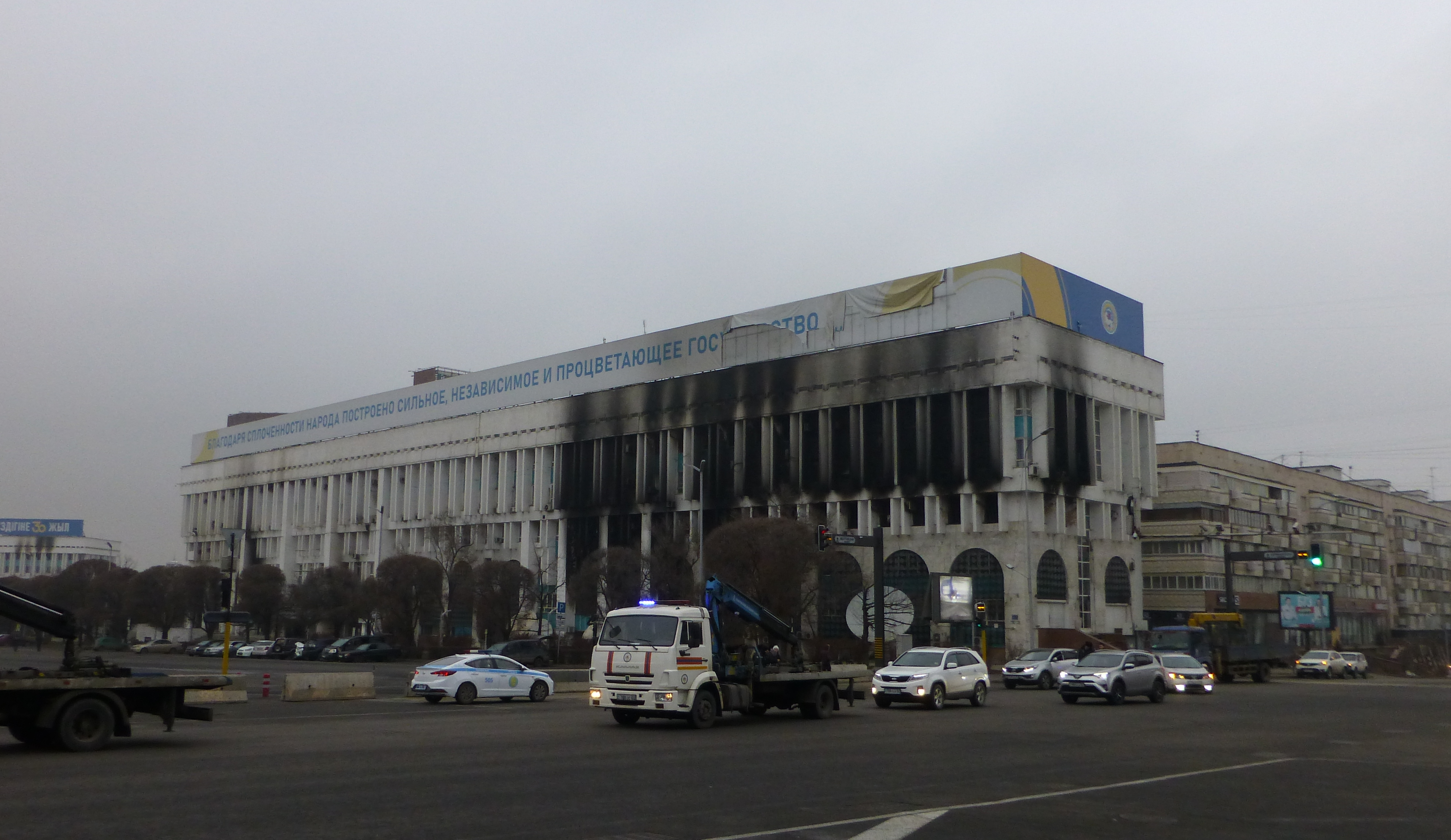
Сгоревшее здание Площадь Республики 13, в котором находились студии нескольких телекомпаний
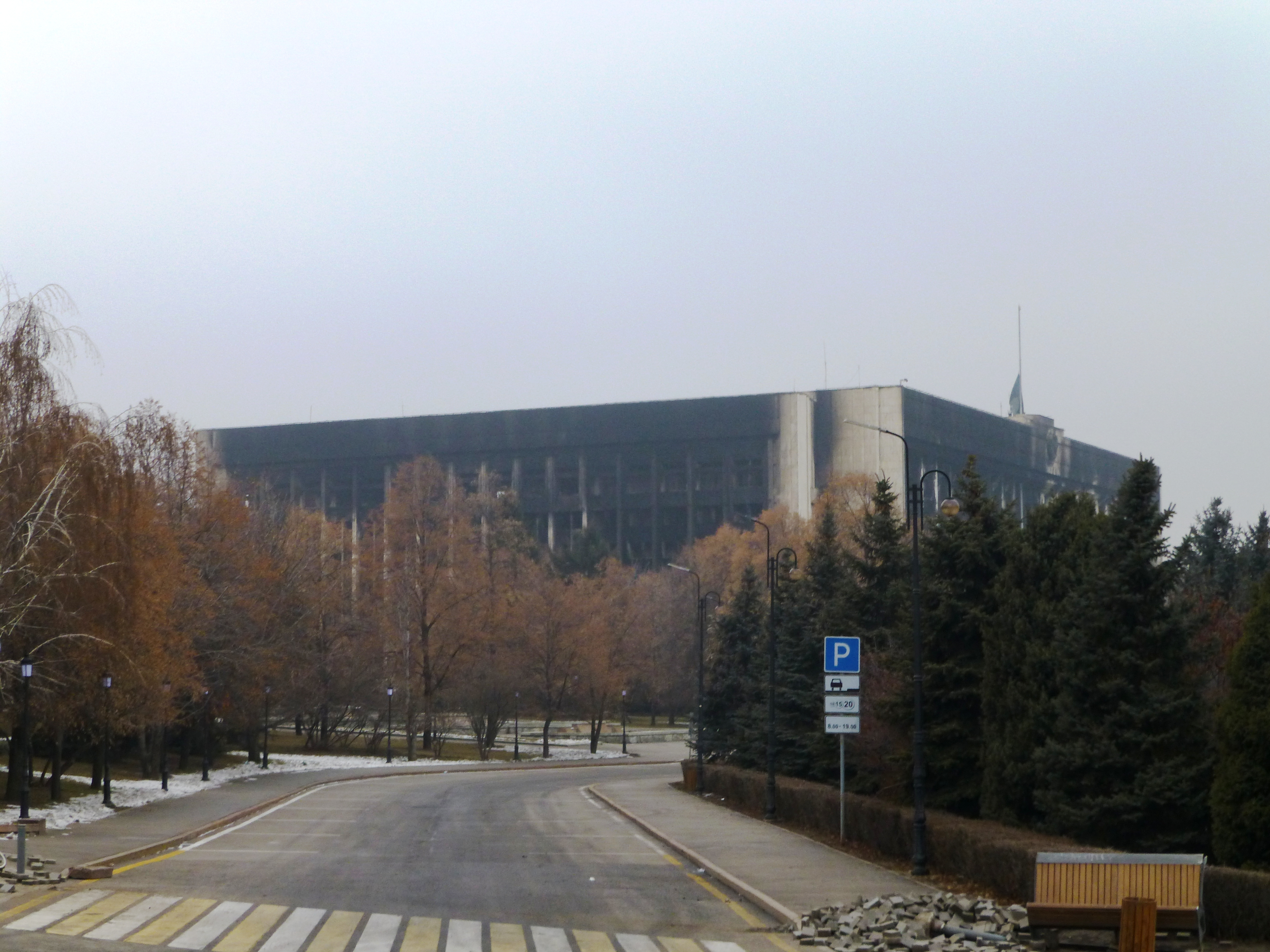
Сгоревшее здание городского акимата Алма-Аты. Вид с восточной стороны
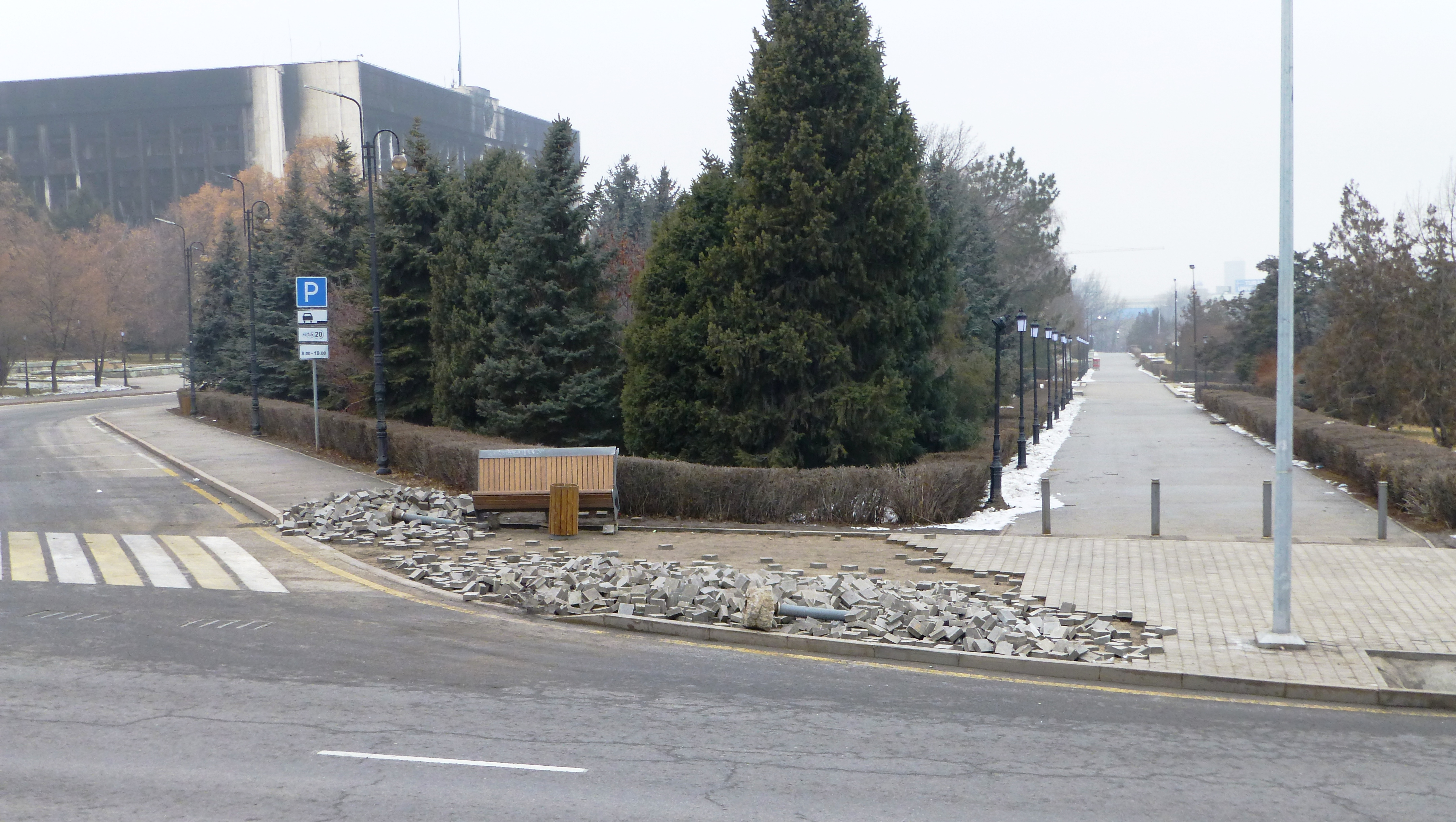
Разобранная брусчатка приготовленная для атак на силовиков, возле здания городского акимата Алма-Аты
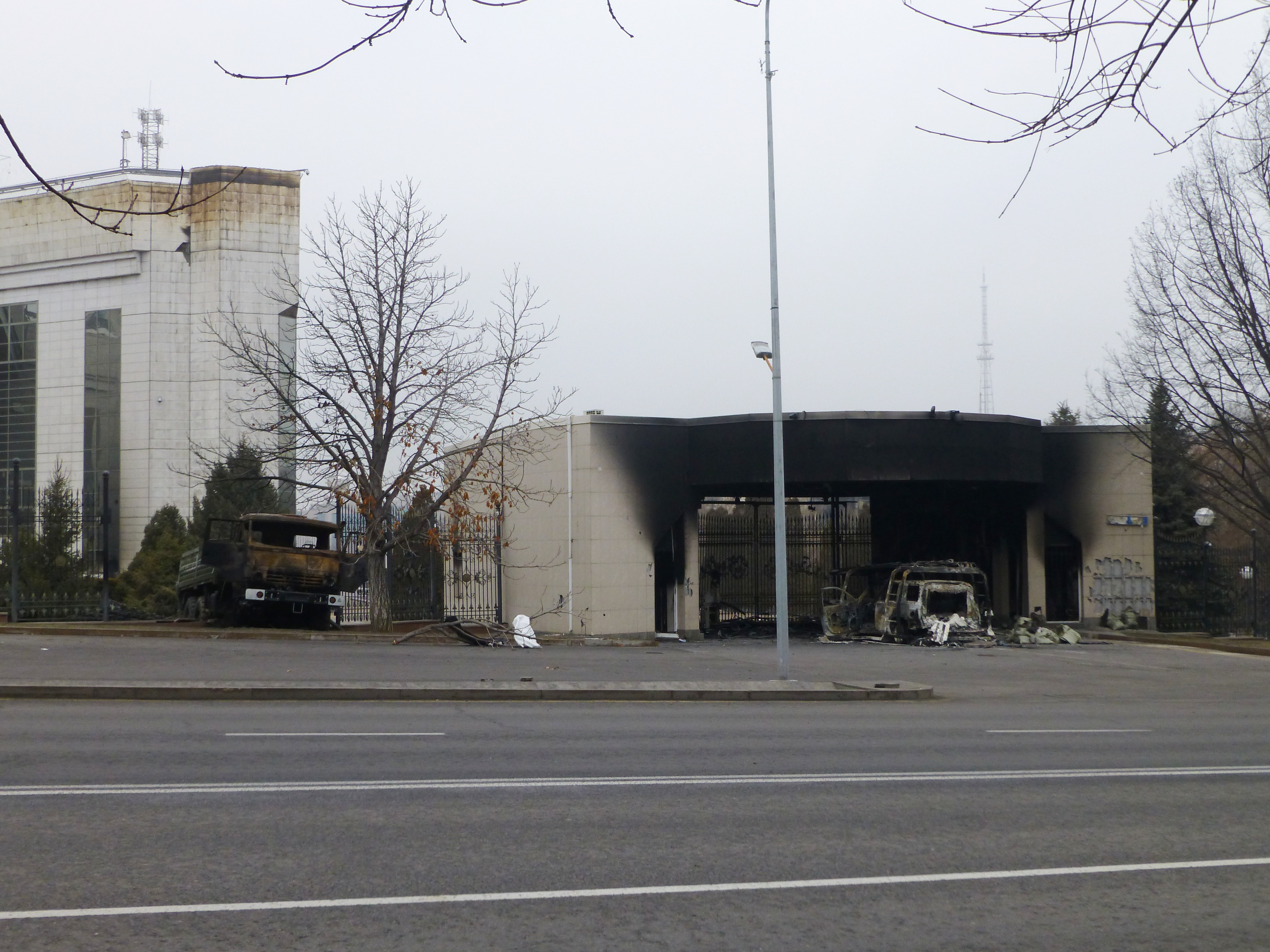
Ворота президентской резиденции в Алма-Ате после захвата протестующими
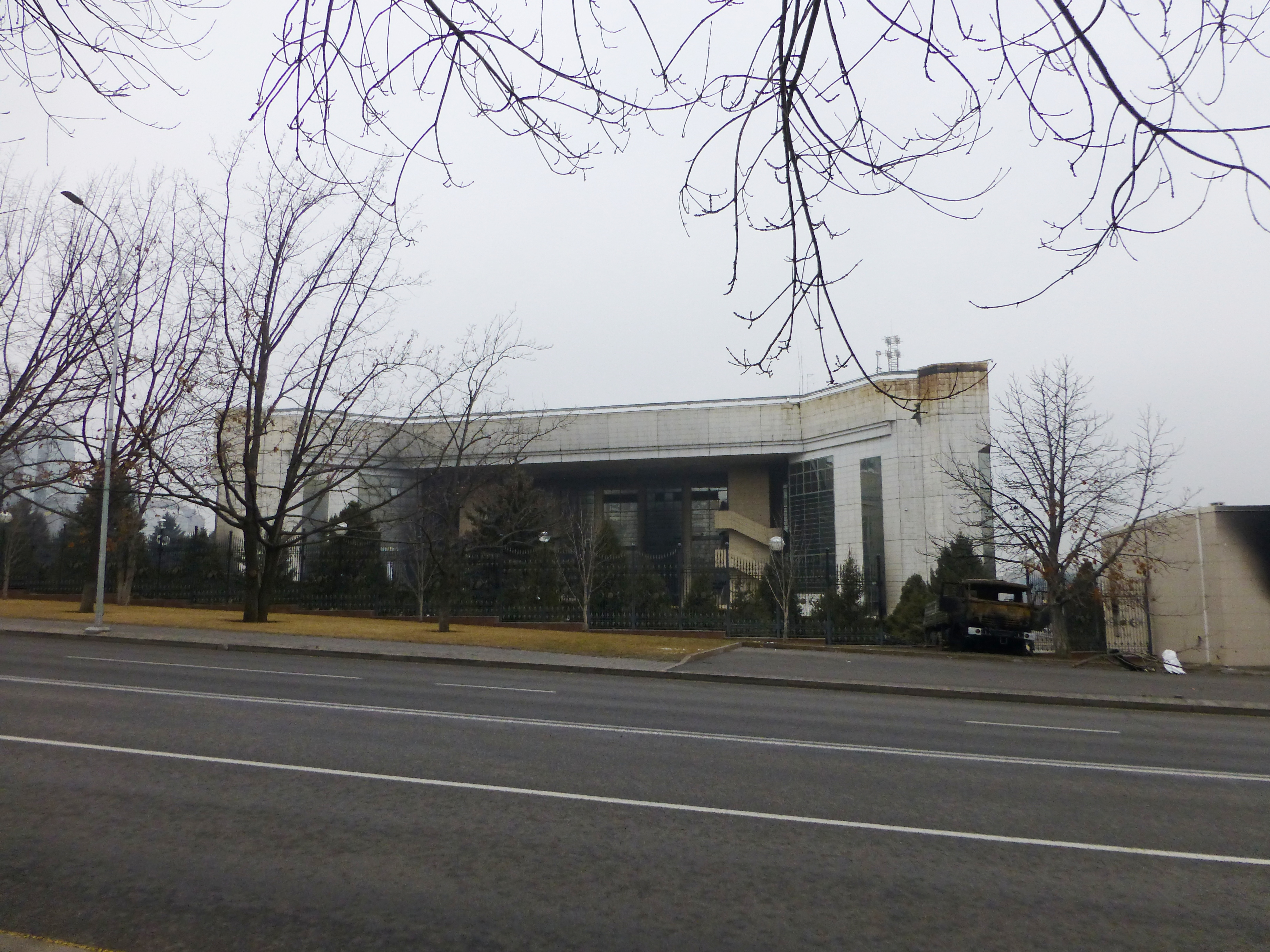
Президентская резиденция в Алма-Ате после захвата протестующим. На здании видны следы пожара.

### 7 января
Утром 7 января к жителям Алма-Аты обратился комендант города — начальник городского Департамента полиции Канат Таймерденов, с заявлением что ситуация взята под полный контроль и призывом оставаться дома, соблюдать меры безопасности и все требования режима чрезвычайного положения и комендантского часа.
Президент Казахстана Касым-Жомарт Токаев в ходе обращения к нации в обеденное время 7 января заявил, что отдал военным приказ стрелять без предупреждения на поражение по бандитам.
С 7 января контртеррористическая операция в Алма-Ате перешла от фазы прямых боестолкновений к фазе поиска скрывающихся вооружённых участников протеста, и случаев массовой гибели мирных граждан и силовиков отмечено не было.
Согласно одним источникам, вечером этого дня, в результате стрельбы открытой неустановленными лицами по легковой машине поблизости от Площади Независимости, на пересечении улиц Сатпаева и Наурызбай батыра, была убита 4-летняя девочка. Согласно показаниям отца погибшего ребёнка, событие произошло в 19:00 6 января.
Также поздно вечером 7 января, до наступления комендантского часа в 23:00, произошли следующие трагические инциденты:
- возле Площади Независимости под обстрел попал легковой автомобиль с супружеской парой пенсионеров, которые погибли на месте[83];
- под обстрел попал легковой автомобиль, в котором следовал 21-летний гражданин Израиля. В результате обстрела он погиб. Сопровождавшие его лица затруднились ответить кто обстрелял машину[84].

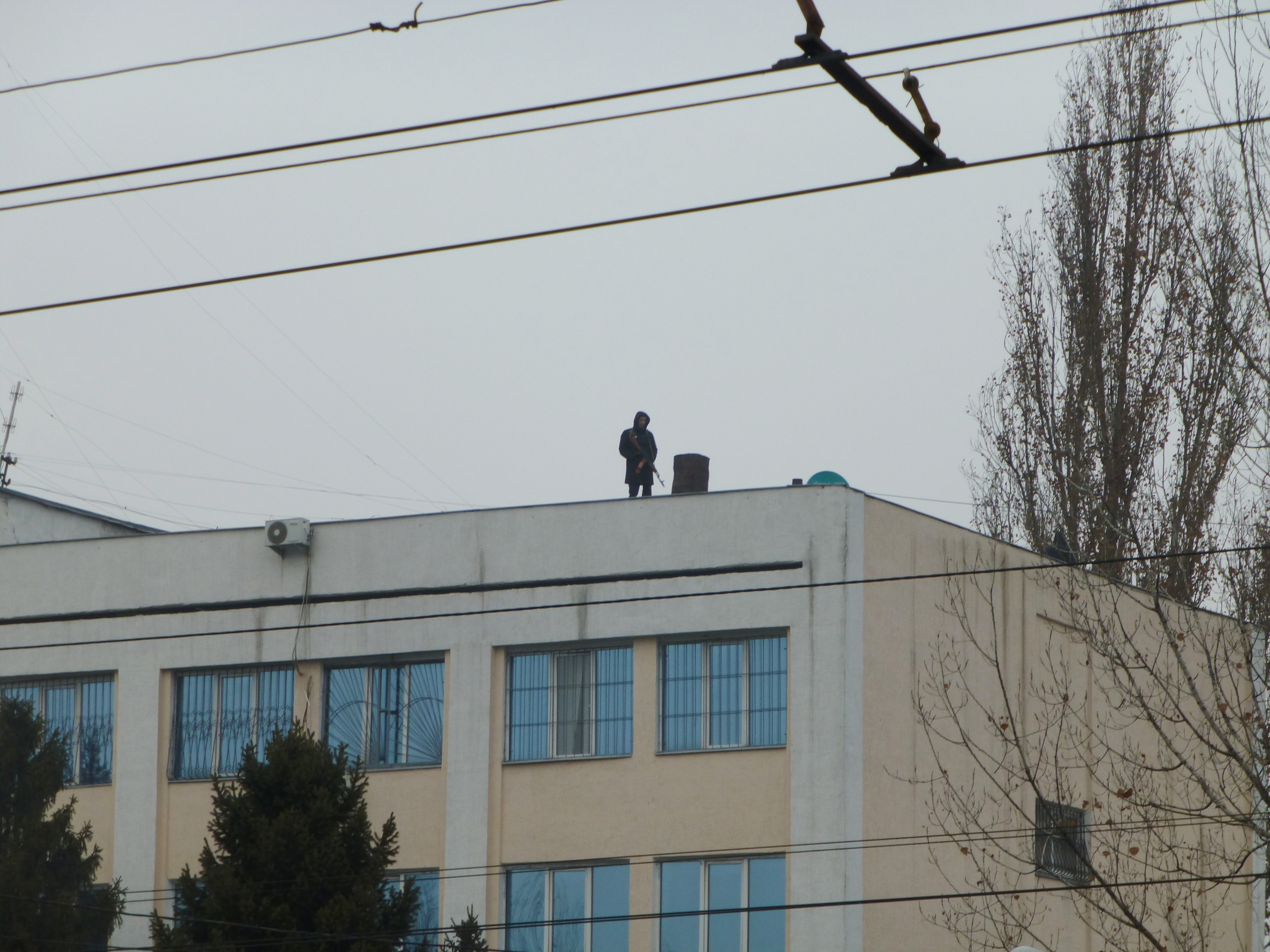
Часовой на крыше Ауэзовского РОВД
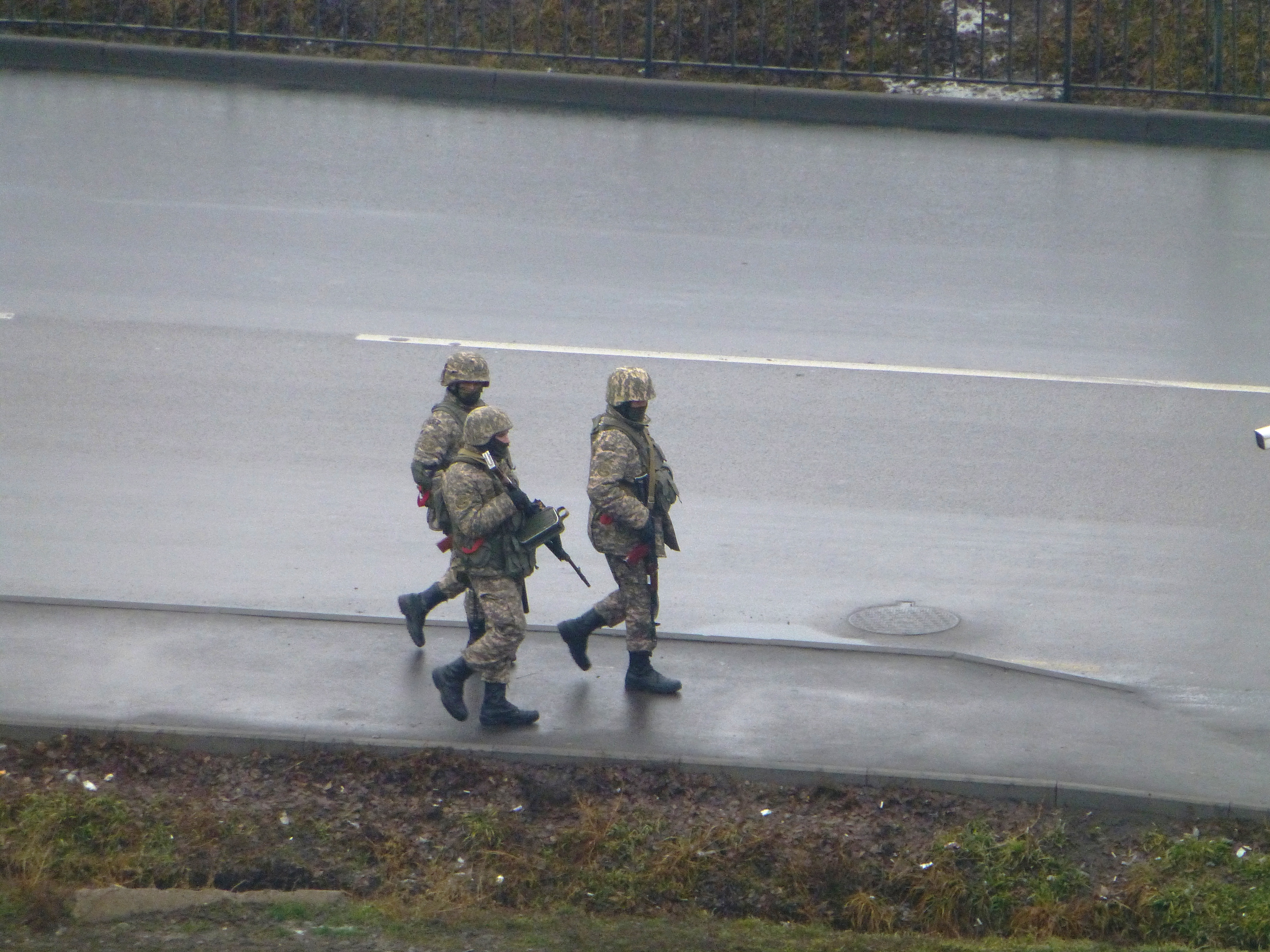
Армейский патруль на улицах Алма-Аты
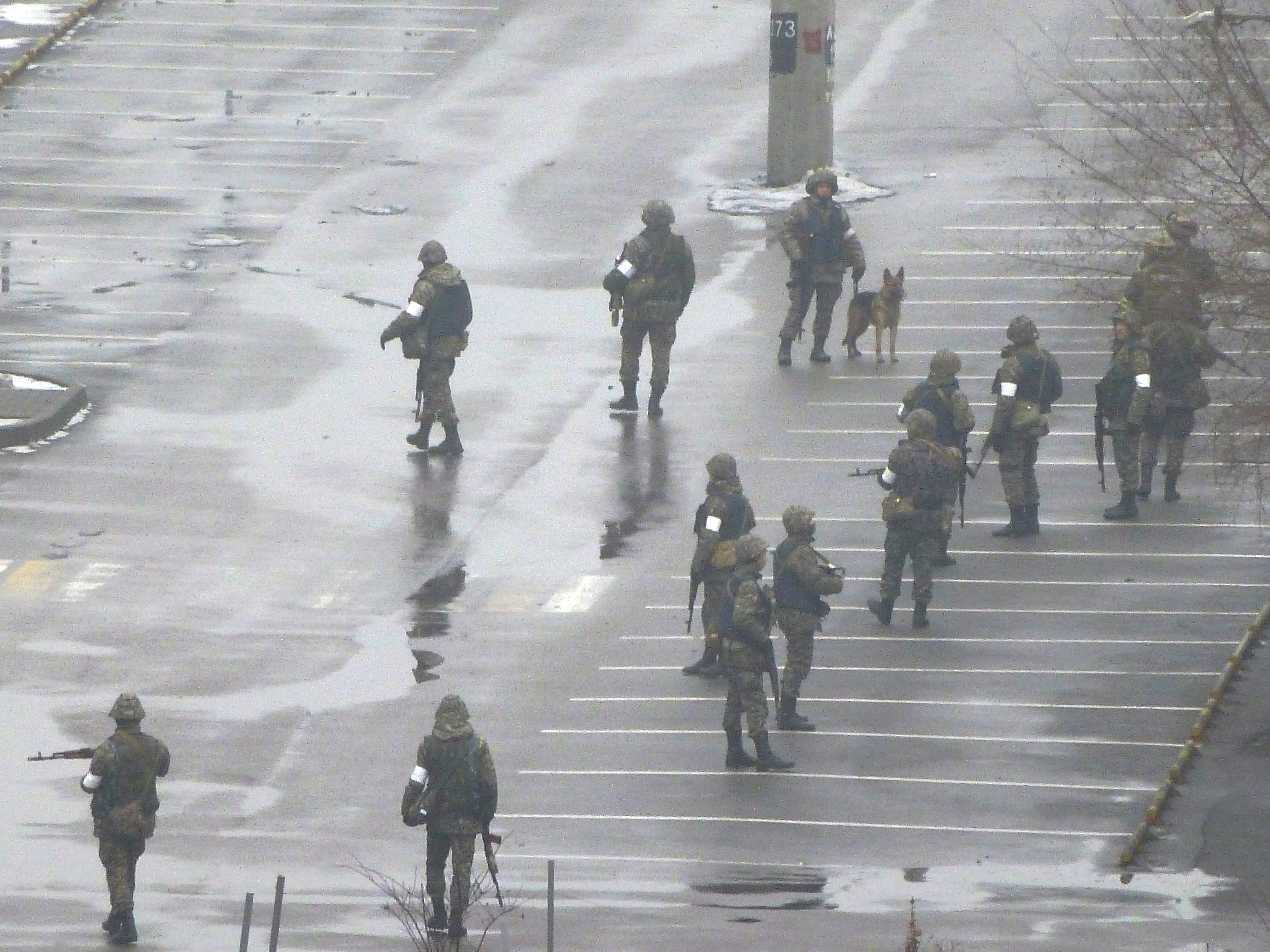
Контртеррористическая операция в Алматы. Поиск боевиков в районе авторынка «Car City».
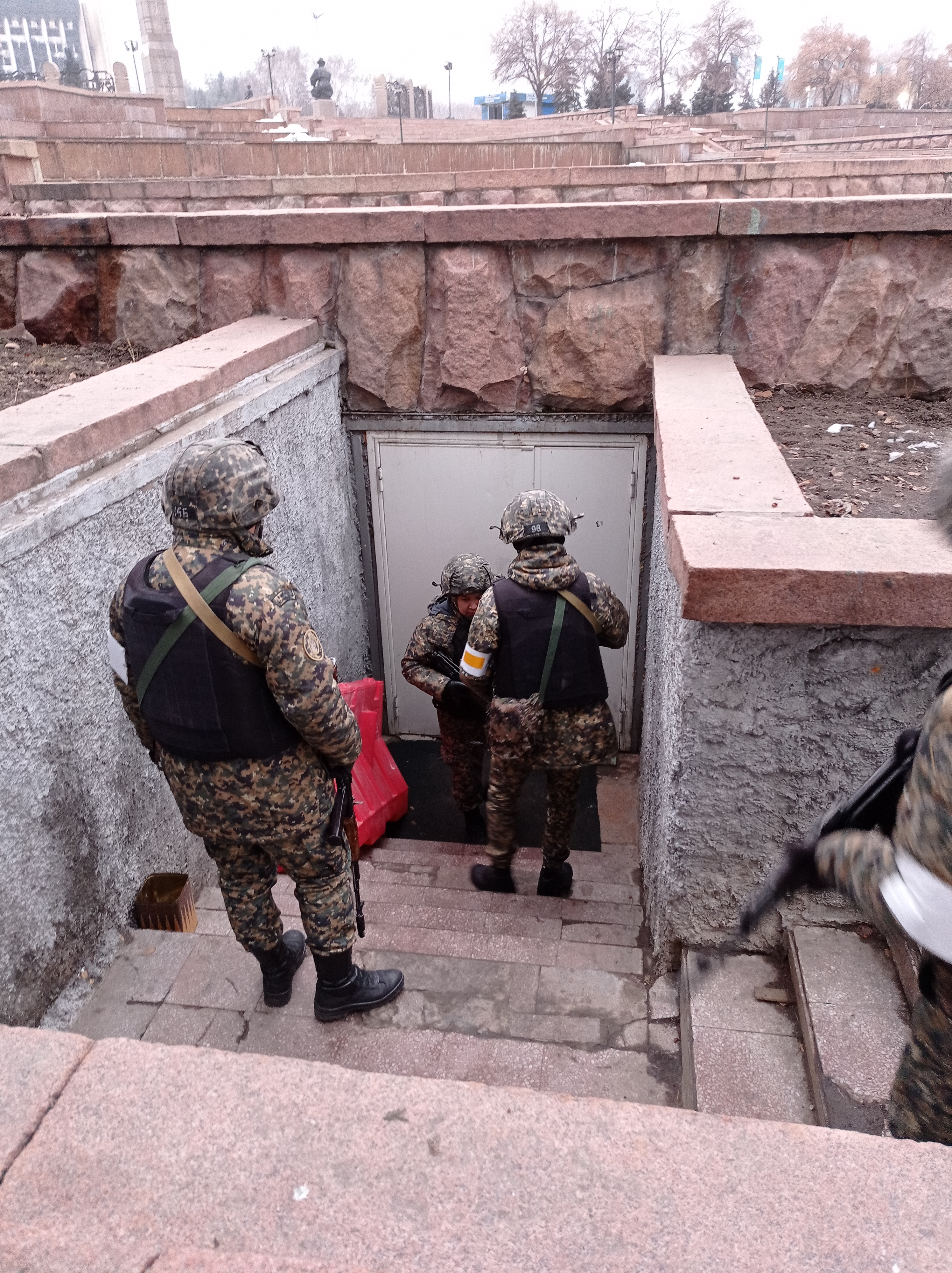
Бойцы Национальной гвардии. Проверка технических подвальных помещений
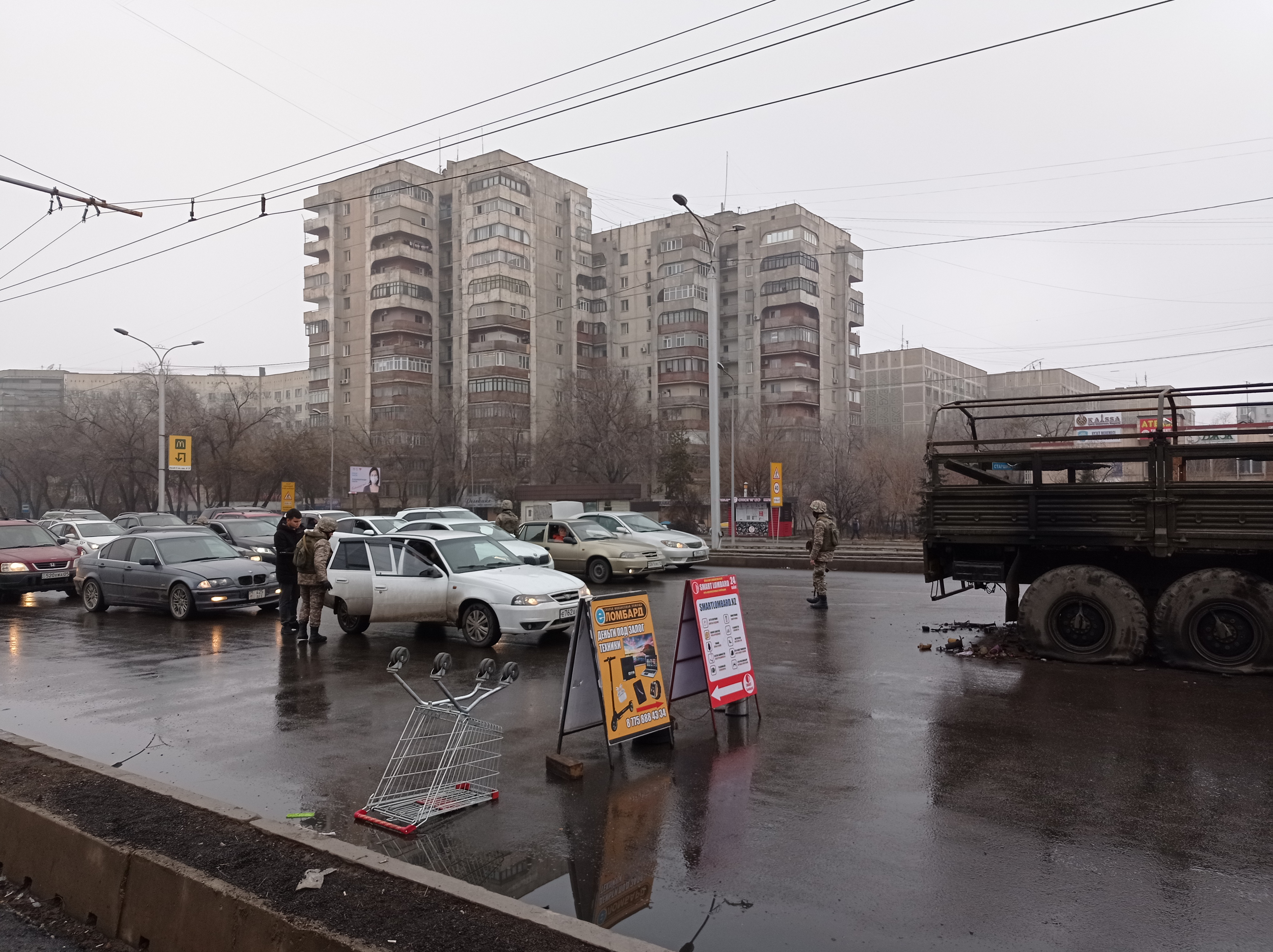
Блокпост в Алматы. Проверка въезжающих в город машин

## Жертвы трагедии
Первоначально власти Казахстана заявили 9 января о 164 погибших граждан по всей стране, из которых 103 погибли в Алма-Ате.
15 января президент Токаев потребовал уточнить число жертв. Вечером того же дня начальник службы уголовного преследования Генеральной прокуратуры Серик Шалабаев сделал заявление согласно которому всего по Казахстану в морги были доставлены 225 погибших, среди которых 19 силовиков.
14 марта Генеральным прокурором Казахстана Бериком Асыловым, была озвучена уточнённая цифра в 230 погибших, из которых в Алматы погибло 139. Всего из этого числа в трагических событиях 4—6 января в Алма-Ате погибло 11 сотрудников силовых ведомств.
Согласно показаниям сотрудников медицинских учреждений, подсчёт погибших осложнялся тем что вооружённые протестующие совершали нападения на морги города Алма-Аты и вывозили тела своих погибших соратников для захоронения. Всего за дни беспорядков на городские морги было совершено 7 нападений, в ходе которых неизвестными лицами было похищено 41 тело.
20 января руководство полиции Алма-Аты сообщило что в окрестностях города были найдены тайные захоронения тел, и была проведена идентификация останков.
Согласно официальным данным, в событиях погибли как граждане участвовавшие в активном противостоянии силовикам, так и граждане оказавшиеся по случайности в местах столкновений. Также экспертами отмечается что вооружённые люди прикрывались митингующими как живым щитом. Они намеренно открывали в сторону мирных граждан огонь. Осуществляли беспорядочную стрельбу на улицах, убивая случайных прохожих и водителей, которые отказывались присоединяться к ним и предоставлять им свой автотранспорт. Подобным образом 6 января были убиты режиссёр Сакен Битаев, отказавшийся отдать автомобиль неизвестным вооружённым людям, и водитель телеканала «Алматы», который вез съёмочную группу.
Согласно показаниям очевидцев событий, которые приводит Радио «Свобода», некоторые казахстанские граждане погибли в следственных изоляторах Алма-Аты, после задержания силовиками по обвинению в участии в массовых беспорядках. Отмечено два случая гибели детей.
23 декабря 2022 года в Алматы, с участием президента Казахстана был открыт мемориал жертвам январских событий.

## Анализ трагедии и оценки событий

### Официальная оценка
По заявлению Президента Казахстана Токаева, произошедшая трагедия в Алма-Ате, как и переход протестов к массовым беспорядкам в целом по стране, стали последствием спланированной акции в которой расчёт делался на создание хаоса в стране и свержения власти. Деструктивные элементы управляемые из-за рубежа, воспользовавшись протестами, совершили попытку государственного переворота и выбрали начальной точкой удара именно Алма-Ату: 

Агрессия охватила одновременно 11 регионов, но основной удар был направлен против Алматы. Как вы знаете, это крупнейший город и финансовый центр нашей страны. Падение этого города открыло бы путь к захвату всего густонаселенного юга Казахстана, а затем и всей страны. Террористы рассчитывали оттянуть на себя силы правопорядка, чтобы затем нанести удар по столице Казахстана. Мы видели скопление боевиков вокруг резиденции президента. По сути это была настоящая террористическая война, развязанная против нашего государства самыми разными методами.— Касым-Жомарт Токаев на заседании сессии совета ОДКБ. 10 января 2022 года
Особо отмечается Токаевым, связанность всех звеньев событий и подготовленность участников к ним: 

Все этапы беспорядков, начиная с мирных протестов, они действительно были, заканчивая убийствами, мародерством, это была целостная операция, задуманная профессионалами и ими же исполненная. (...) На смену мирным демонстрантам пришли молодые люди, которые просто хулиганили, кидались на полицейские щиты и прочее. Затем пришла третья волна — это уже мародеры, причем их было очень много, убийцы, насильники. Но самое главное — ими руководили профессиональные боевики, которые прошли подготовку, хорошо ориентировались на местности.— из интервью Касым-Жомарта Токаева. 29 января 2022 года

### Оценка экспертов
Мнения некоторых казахстанских политологов сходятся с официальной позицией главы государства, о том что это была явно подготовленная акция в которой деструктивные элементы воспользовались протестами для дестабилизации ситуации в стране, и выбором Алма-Аты для главного удара.
Один из самых известных казахстанских политологов, Данияр Ашимбаев, соглашается с мнением главы государства о попытке силового захвата власти, государственного переворота, которое сопровождалось террором и мародерством.
Генеральный директор телеканала Первый канал «Евразия» Сергей Киселёв, непосредственно являвшийся очевидцем событий и лицом, контактировавшим с протестующими, захватывавшими студии телекомпаний, говорит об их подготовленности, осведомлённости и организованности. Он утверждает что захватчики были распределены в отряды по 25-50 человек во главе с командирами, оснащёнными средствами связи; что они раздевали захваченных силовиков и, переодевшись в их одежду, создавали видимость перехода силовиков на сторону протестующих; использовали форму силовиков для штурма зданий силовых структур; организовывали доставку еды, питьевой воды, наркотиков и алкоголя протестующим; создавали группы снабжения протестующих оружием, металлическими трубами и бутылками с зажигательной смесью; грабили заправки и обеспечивали поставку топлива для захваченной техники и автомобилей.
При этом некоторые казахстанские эксперты подвергают сомнению заявление Токаева об истинных причинах и деталях событий. Так, политолог Досым Сатпаев считает, что причиной событий стало столкновение правящих элит, некоторые из которых решили воспользоваться массовыми протестами и посредством использования спящих радикальных ячеек хотели дестабилизировать Казахстан и нанести удар по центральной власти и в частности по действующему президенту. Также Сатпаев отмечает, что ввод миротворческих подразделений ОДКБ в Алма-Ату для охраны важных объектов только ухудшил ситуацию в Казахстане. Напротив, российский политолог Олег Иванов считает, что ввод подразделений ОДКБ явился правильным и своевременным решением для предотвращения развития хаоса в стране. 
Главным фактором, отличающим ход событий в Алма-Ате от других казахстанских городов, в которых также проходили протесты, Досым Сатпаев считает наличие большой массы неустроенной маргинальной молодёжи из пригородов мегаполиса и приехавших на заработки из других регионов. Именно неустроенная молодёжь, не имеющая собственного жилья и стабильного заработка, стала главной движущей силой массовых беспорядков, проявлявшей наибольшую агрессию.
Экс-советник Президента Казахстана Ермухамет Ертысбаев, также считает что главной движущей силой массовых беспорядков в Алма-Ате, стала преимущественно безработная и сельская молодёжь. При этом он добавляет о том что к подготовке и организации этих масс имеет отношение Комитет национальной безопасности:

Где конкретно готовили боевиков, тоже предстоит разобраться следователям. Но то, что это было под носом у КНБ, — колоссальный провал или заведомо антигосударственная деятельность комитета. Вся Алматинская трагедия не могла произойти без национального предательства на высшем уровне. Этим во многом и объясняется арест прежнего руководителя КНБ и его заместителей— Ермухамет Ертысбаев
Известный казахстанский правозащитник Евгений Жовтис, подвергает сомнению утверждение Токаева о вмешательства из-за границы. Он считает, что причины трагедии следует искать внутри страны. По его словам, ситуация в Алма-Ате поменялась со второй половины 4 января, когда к мирным протестующим примкнули криминальные и полукриминальные элементы, а также исламисты.
Казахстанский политолог Марат Шибутов видит корень всех событий в попытке государственного переворота, который провалился из-за решительности президента, неспособности заговорщиков захватить ключевые здания в Алматы и заблокировать въезды в город от силовиков, и в аресте в первые дни событий главы КНБ РК Карима Масимова.
Научный консультант Московского Центра Карнеги Темур Умаров считает, что попытки государственного переворота не было. По его мнению заявление Токаева о попытке свержения власти было продиктовано необходимостью объяснить населению жёсткие действия по отношению к протестующим и обосновать призыв к помощи к ОДКБ.
Руководитель российского Центра урегулирования социальных конфликтов Олег Иванов считает что причиной событий послужили решительные действия президента Токаева по легитимизации своего положения, которые вызвали недовольство у представителей олигархической системы приближенной к Назарбаеву и основанной на кадровом трайбализме.

### Мнение оппозиции
Лидер незарегистрированной Демократической партии Казахстана, известный оппозицонер Жанболат Мамай, который 4 января занимался организацией мирных митингов в мегаполисе, считает, что трагические события в Алма-Ате стали результатом провокации со стороны членов криминальных группировок, контролируемых родственниками Нурсултана Назарбаева (младшим братом Болатом Назарбаевым и племянником Кайратом Сатыбалды). По его утверждению, преступные элементы организовали нападение на силовиков и государственные органы власти с целью придания криминального окраса мирным митингам и последующего применения властями карательных мер к протестующим.
Оппозционер и экс-премьер Казахстана Акежан Кажегельдин считает события в Алма-Ате последствиями тайного заговора по дестабилизации ситуации в стране со стороны высокопоставленных лиц, приближённых к семье Нурсултана Назарбаева.

### Оценка событий на Западе
Сотрудниками Human Rights Watch (HRW) были изучены более 80 видеороликов размещённых в социальных сетях, видеоролики отснятые агентством France-Presse а также один видеоролик выложенный в интернет Правительством Казахстана. Все изученные видеоролики были отсняты в Алма-Ате в период с 4 по 6 января. По содержимому роликов экспертами организации было составлено подробное хронологическое описание событий происходивших в городе с привязкой по месту применения оружия силовиками. Согласно выводам экспертов HRW, действия силовиков применявших против бунтовавших огнестрельное оружие на поражение в Алма-Ате, не было обосновано и применение силы ими признано чрезмерным. Данное обстоятельство, по мнению экспертов, и повлекло большое количество жертв. По мнению HRW, действия силовиков требуют необходимость эффективного, независимого и беспристрастного расследования.